# Graz
Graz (régen magyarul: Grác, szlovénul: Grádec) osztrák város, Stájerország szövetségi tartomány székhelye. 291 072 lakosával (2020. január) Ausztria második legnépesebb városa és második legfontosabb egyetemi városa. 1999-ben az UNESCO Graz történelmi központját és a Várhegyet felvette a világörökségi helyszínek közé, 2003-ban Európa kulturális fővárosa volt, 2010-ben az Eggenberg-kastély is felkerült a világörökségi helyszínek listájára, majd 2011-ben elnyerte az UNESCO „Dizájn városa” címét.
A város a Mura mentén, a Grazi-medence északi részén fekszik. Története a 6. századig követhető vissza, amikor helyi szláv népek egy kis erődöt (gradec) építettek a területén. 1379-től a Habsburgok egyik székhelye, hosszú ideig Belső-Ausztria fővárosa volt. A Graz-Seckaui egyházmegye központja.

## Elhelyezkedése
Graz Bécstől mintegy 150 km-re délnyugatra, a Mura mentén fekszik, ahol a folyó a Grazi-hegyvidékről kilép a Grazi-medencébe. A város a medence északi részét szinte teljesen kitölti, így három oldalról hegyek fogják közre, csak dél felé néz a medencére.
A város legmagasabb pontja a Plabutsch (763 m) a város északnyugati részén. A legmélyebb pont (kb. 330 m) ott található, ahol a Mura délen elhagyja a települést. Magán a városon belül két jelentősebb domb található: a Várhegy (Schlossberg) és Austein kálváriadombja.

### Kerületek

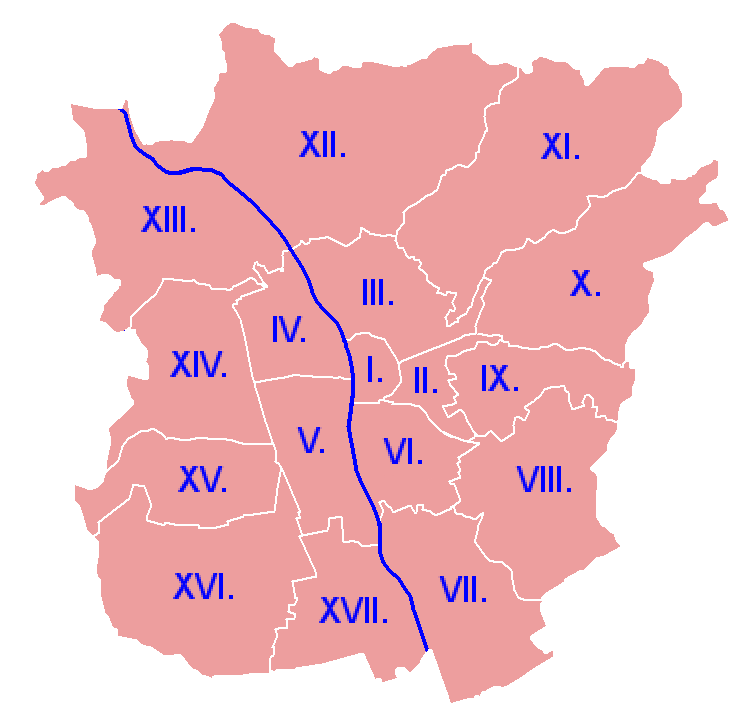
Graz kerületei

A város 17 kerületből áll. Az első kerület, a Belváros köré rendeződik a II. kerület (St. Leonhard), a III. kerület (Geidorf), a IV. kerület (Lend), az V. kerület (Gries) és a VI. kerület (Jakomini). Az óvárostól eltekintve a hat legfontosabb kerületből történelmileg öt kerület fejlődött.
A többi kerület alkotja Graz külső gyűrűjét: Liebenau (VII. kerület), St. Peter (VIII. kerület), Waltendorf (IX. kerület), Ries (X. kerület), Mariatrost (XI. kerület), Andritz (XII. kerület), Gösting (XIII. kerület), Eggenberg (XIV. kerület), Wetzelsdorf (XV. kerület), Straßgang (XVI. kerület) és Puntigam (XVII. kerület). A külső gyűrűt 1938-ban hozták létre, amikor a környező településeket beolvasztották a városba és kialakították a mai „Nagy-Grazt”.
Grazot a következő önkormányzatok veszik körbe: északon Stattegg, északkeleten Weinitzen és Kainbach bei Graz, keleten Hart bei Graz, délkeleten Gössendorf és Raaba-Grambach, délen Feldkirchen bei Graz, délnyugaton Hitzendorf és Seiersberg-Pirka, nyugaton Thal, északnyugaton Gratkorn és Gratwein-Straßengel.

### Éghajlata
| Hónap                                      | Jan. | Feb. | Már. | Ápr. | Máj. | Jún. | Júl. | Aug. | Szep. | Okt. | Nov. | Dec. | Év   |
| ------------------------------------------ | ---- | ---- | ---- | ---- | ---- | ---- | ---- | ---- | ----- | ---- | ---- | ---- | ---- |
| Átlagos max. hőmérséklet (°C)              | 3,1  | 6,6  | 11,7 | 17,1 | 21,8 | 25,0 | 27,1 | 26,1 | 21,0  | 15,6 | 8,9  | 2,8  | 15,6 |
| Átlaghőmérséklet (°C)                      | −0,5 | 1,8  | 6,3  | 11,4 | 16,1 | 19,5 | 21,5 | 20,6 | 15,9  | 11,1 | 2,2  | −0,2 | 10,5 |
| Átlagos min. hőmérséklet (°C)              | −4,2 | −3,0 | 0,9  | 5,7  | 10,4 | 14,0 | 15,8 | 15,2 | 10,9  | 6,6  | 2,2  | −3,1 | 6,0  |
| Átl. csapadékmennyiség (mm)                | 24   | 30   | 44   | 49   | 86   | 118  | 125  | 113  | 81    | 62   | 52   | 35   | 819  |
| Havi napsütéses órák száma                 | 90   | 118  | 146  | 166  | 210  | 213  | 234  | 227  | 174   | 140  | 93   | 79   | 1890 |
| Napi napsütéses órák száma                 | 3    | 5    | 6    | 6    | 8    | 8    | 8    | 8    | 6     | 5    | 3    | 3    | 6    |
| Forrás: Napos órák: Csapadék: Hőmérséklet: |      |      |      |      |      |      |      |      |       |      |      |      |      |

## Története

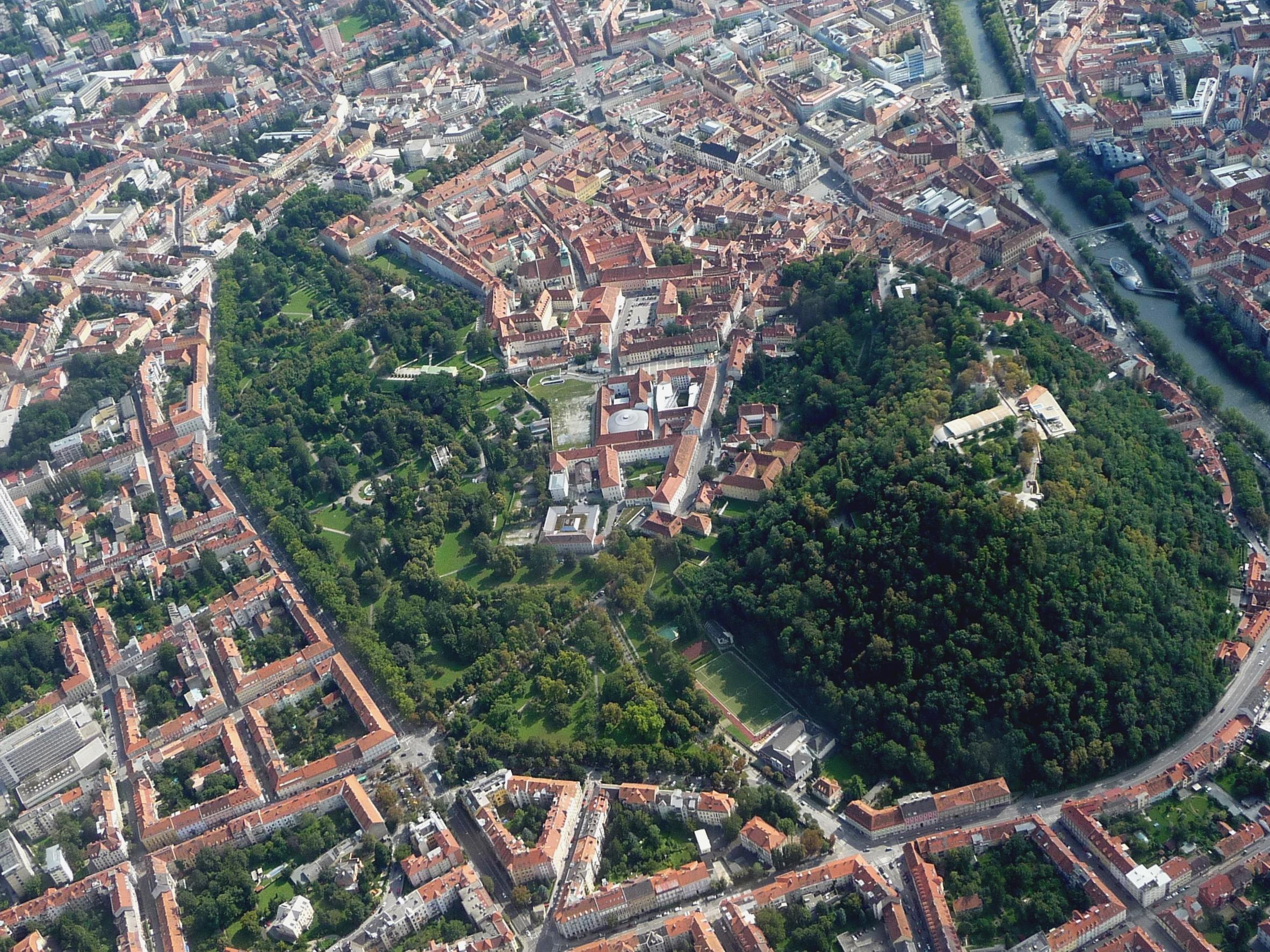
Az óváros légi felvétele

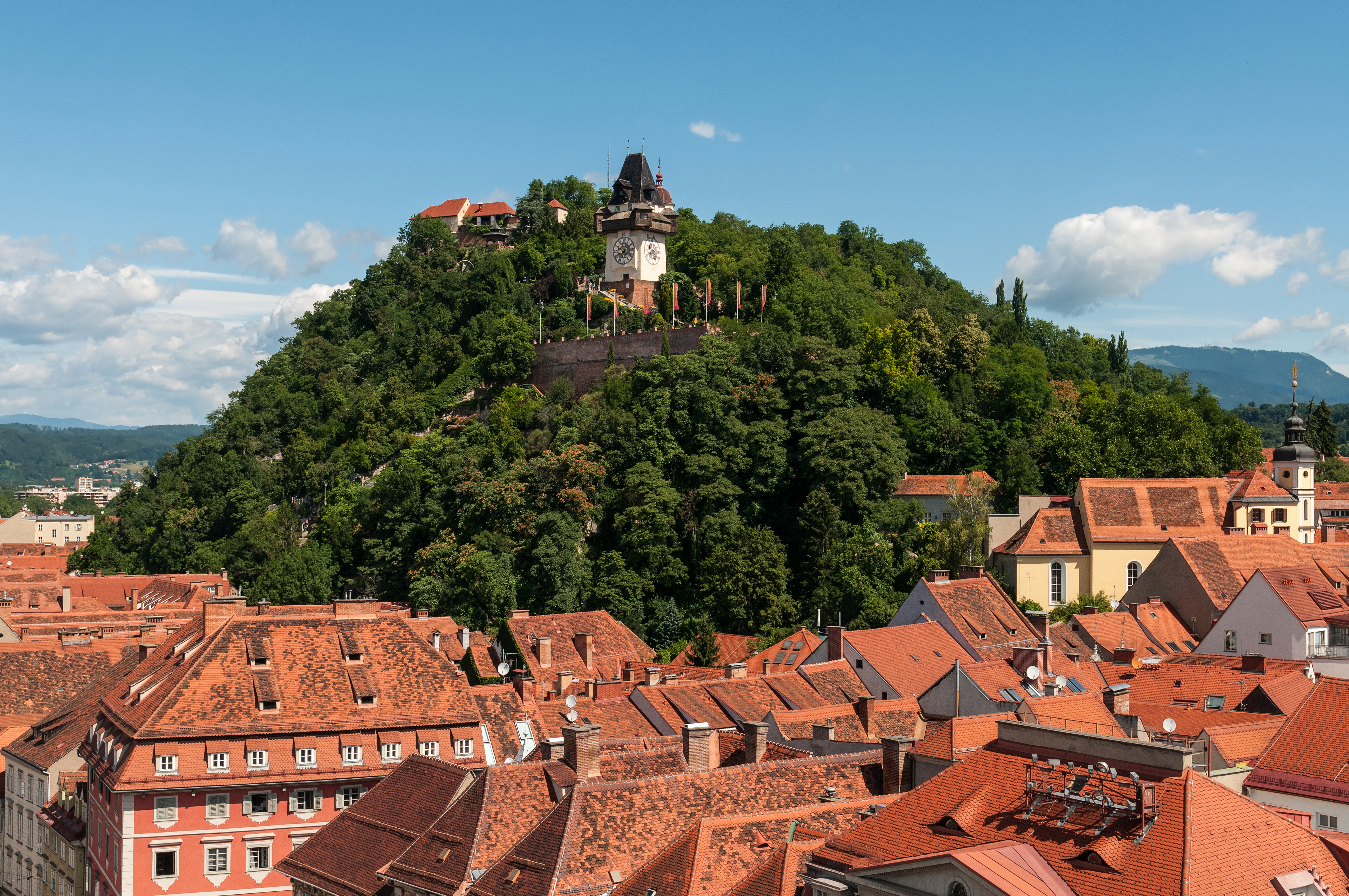
A Várhegy

A régészeti leletek tanúbizonysága szerint Graz területén a Várhegy környékén már i. e. 3000 körül is létezett egy rézkori település. Kb. kétezer évvel későbbről a bronzkori urnamezős kultúra erődítményeit tárták fel. A római korszakban a Grazi-medence sűrűn lakott, mezőgazdaságilag megművelt terület volt. Egész Stájerország legnagyobb római kori építménye a mai grazi repülőtér helyén volt, ám az 1940-es években a reptér bővítésekor teljesen megsemmisült. Az ekkor kiépült kereskedelmi útvonalak azonban jóval később, a középkorban is használatosak voltak. Ilyen volt a kelet–nyugati irányú „strata hungarica” és az észak–déli Römerstrasse, amelyek Graznál keresztezték egymást.
A 6. században az avarok vazallusainak számító szlávok települtek meg a ritkán lakott térségben és megalapították Karantánia fejedelemségét. Ők építették azt a kis várat (gradec) amely a település nevét adta. Nevét a 19. századig Grätz formába írták, illetve a középkorban Bayrisch-Grätzként („Bajor Grätz”), sőt a 16. században Grätz in Steyrként hivatkoztak rá, hogy megkülönböztessék az alsó-stájerországi Windisch-Grätztől („Vend Grätz”, ma Slovenj Gradec Szlovéniában). Magyarul előfordul a közvetlenül a német névre visszavezethető Grác változat is, de a gyakoribb és hivatalosabb a német helyesírásnak megfelelő írásmód. A 17. században Gréc, még korábban Gerec volt a magyar neve.
A 8. században az avar támadások miatt a szlávok a Bajor Hercegségnél kerestek védelmet, majd a Frank Birodalom terjesztette ki uralmát a régióra. Az avar veszedelmet Nagy Károly császár 800 körül a kaganátus legyőzésével elhárította. A 10. század elején a honfoglaló magyarok egészen Stájerországig elfoglalták a mai Ausztria területét. Azokat a német földbirtokosakat és papokat, akik nem menekültek el időben előlük, kifosztották és elűzték, sok települést elpusztítottak. Miután I. Ottó császár az augsburgi csatában legyőzte a kalandozó magyarokat, és véget vetett betöréseiknek, a határvidéken őrgrófságokat szervezett. Graz a Muravidéki őrgrófság alá került, amelynek urai 970-től 1035-ig az Eppenstein nemzetségből kerültek ki. Az őrgrófi címet a mai stájer területeken a Wels-Lambach grófok szerezték meg, de az Eppensteinek megtarthatták magánbirtokaikat. Alig 15 évvel később a Wels-Lambachok kihaltak és a steyri székhelyű Traungau család vette át a helyüket (székhelyükről ill. párducos címerükről kapta Stájerország a nevét és mai címerét). 1122-ben az Eppensteinek kihaltak, birtokaik a Traungaukra szálltak. Graz azonban ekkor Bernhard von Stübing kezén volt, aki az első várat építtette a mai Várhegyen. Ugyanekkor megkezdődött a vár alatt a település fejlesztése, és kijelöltek egy 180 méter hosszú vásárteret is.
Graz első írásos említése I. Lipót stájer őrgróf egy pontosan nem datálható oklevelében történik (amelynek csak egy 15. századi másolata maradt fenn). A dokumentumot valamikor a 12. század utolsó harmadában írták, és egy 1128-as adományozásra vonatkozott. Az első biztos írásos utalás 1140-ből származik, amikor egy bizonyos Udalrich von Graz tanúként szerepelt a seckaui kolostor alapításánál. I. Lipót fia, III. Ottokár 1156-ban megszerezte Grazot Von Stübing örököseitől, és újabb vásárteret jelölt ki. Egyúttal számos, addig a királyt illető jövedelemforrásra is rátette a kezét, és megalapozta őrgrófságának hercegséggé való átalakítását (amelyre csak halála után, 1180-ban került sor). Egyetlen fia, IV. Ottokár elkapta a leprát, és gyermektelen maradt; hercegségét és birtokait V. Babenberg Lipót osztrák hercegre hagyományozta. 1233-ban már városfal vette körbe Grazot, 1245-ben pedig megkapta címerét, amely megegyezett a hercegség párducos címerével (de szarvak nélkül és koronával a fején).
A Babenbergek kihalása után a Habsburgok szerezték meg Ausztriát, Stájerországot, egyéb birtokaik mellett. 1379-től a grazi várból kormányozták belső-ausztriai (Stájerország, Karinthia, Belső-Isztria és Carniola – a mai Szlovénia) birtokaikat. A Habsburgok egészen 1619-ig éltek (Bécs és Innsbruck mellett) ebben a városban.

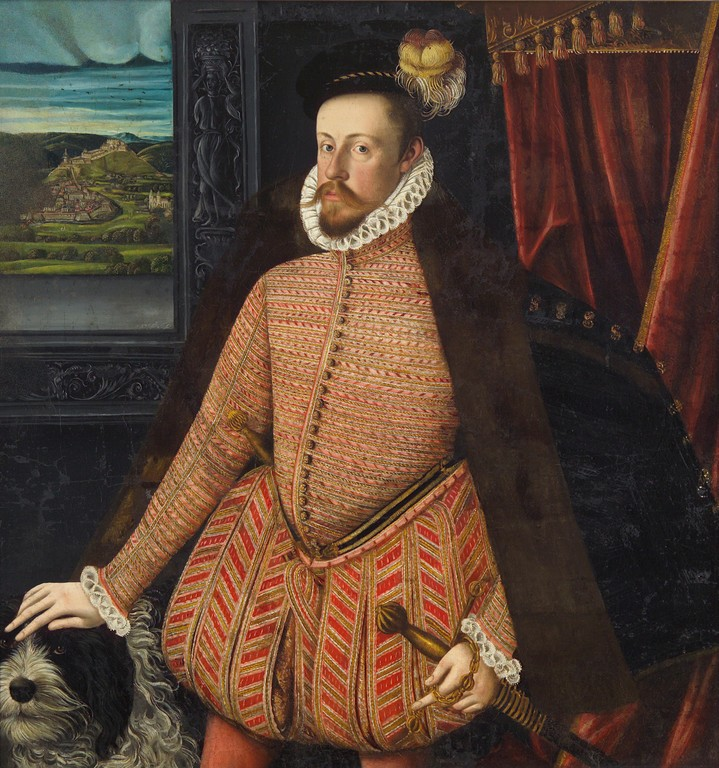
II. Károly osztrák főherceg, a Grazi Egyetem alapítója

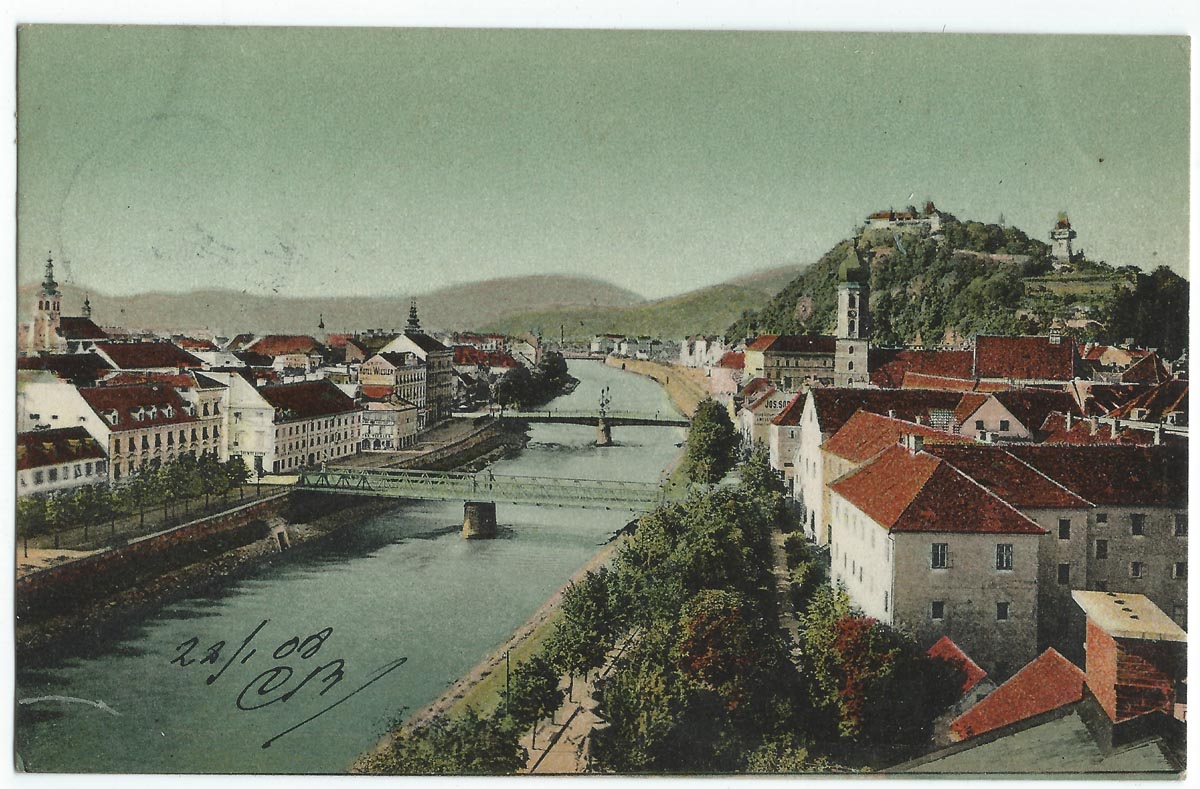
Graz egy 1908-as képeslapon

Az 1520-as években a reformáció hatására a város lakosainak nagy része, sőt maga Simon Arbeiter polgármester (és patikárius) is protestáns hitre tért. 1573-ban a virágzó protestáns tartományi iskola versenytársaként II. Károly belső-ausztriai főherceg megalapította a jezsuiták háromosztályos „Archiducale Gymnasium Soc. Jesu Graecensis”-át, 1585-ben pedig megalapította Belső-Ausztria első egyetemét is, amelyet a következő évben szintén átadott a jezsuitáknak. Ebben az időszakban számos talján építőmestert (pl. Pietro Ferrabosco) alkalmaztak, akik meghatározták a városképet. Egyik neves alkotásuk a reneszánsz stílusú megyeháza, a stájer tartományi gyűlések színhelye (Landeshaus). A katolikus egyetem protestáns vetélytársa az a főiskola volt, amelyben 1594–1600 között Johannes Kepler is tanított.
1598-ban teljes erővel megindult az ellenreformáció, először kiutasították a protestáns lelkészeket, majd a következő évben bezárták iskoláikat. A protestáns vallású polgárokról listát készítettek, majd választás elé állították őket: vagy (re)katolizálnak vagy elűzik őket a városból. 1628-ban sorra került az addig hittársaik sorsát elkerülő nemesekre. Az így elüldözöttek között volt Kepler is. Az evangélikus vallás nyilvános gyakorlása egészen II. József 1781-es türelmi rendeletéig be volt tiltva.
A törökök betöréseik során több alkalommal is elérték Graz környékét. 1619-ben a grazi Habsburg-udvart Bécsbe költöztették.
A napóleoni háborúk során a franciák háromszor szállták meg a várost. Először 1797. április 10-től 28-ig; ekkor maga Napóleon is megszállt itt két napig a Herrengasse 13. alatti házban. Másodszor 1805. november 14-étől 1806. január 11-ig foglalta el Grazot Marmont tábornok. A harmadik megszállás 1809. május 30-án kezdődött, amikor Jacques MacDonald csapatai harc nélkül bevonulhattak, a várat viszont az osztrákok kb. 800 emberrel továbbra is védték. Június 21-én a franciák a Gyulay Ignác bán vezette horvát csapatok támadása miatt visszavonultak, de hat nappal később, Broussier és Marmont tábornokok vezetésével ismét megszállták a várost. Július 24-én a znojmói fegyverszünet után az osztrákok feladták a grazi várat, amelyet a schönbrunni béke értelmében le kellett rombolni. A várból csak az óratorony maradt épen, amelyet a polgárok 2987 guldenért és 11 krajcárért (mai árfolyamon kb. 87 ezer euró) megváltottak.
A 19. század során Graz mind gazdasági, mind kulturális szempontból gyors fejlődésen ment ár. Körösi József létrehozta gépgyárát (a mai Andritz AG-t), Johann Puch pedig a kerékpárüzemét. A vasúthálózat kiépülésével Graz fontos vasúti csomóponttá vált, itt találkozott az osztrák Déli vasút, a Magyar Nyugati Vasút és Graz-Köflachi vasút. János főherceg megalapította a műszaki főiskolát, a Stájerországi Tartományi Múzeumot és a tartományi könyvtárat. Kiépült a vízvezeték- és csatornarendszer, elindult az első lóvasút. A belvárosi temetőket felszámolták, helyettük létesült a Központi temető (Grazer Zentralfriedhof). A városfal és az erődítések helyét, valamint a Várhegyet parkosították.
Az első világháború végén az Osztrák–Magyar Monarchia szétesése utáni hatalmi vákuumban az ún. népjóléti bizottmány vette át ideiglenesen a kormányzást. 1918. november 12-én a szociáldemokrata Ludwig Oberzaucher a színház balkonjáról kikiáltotta a köztársaságot. Az 1919 májusában a helyi választáson a szociáldemokrata Vinzenz Muchitsch lett a polgármester, aki egészen 1934-es erőszakos eltávolításáig megtartotta posztját. A világháborút lezáró trianoni békeszerződés után Alsó-Stájerország Jugoszláviához került, ami nagy csapást jelentett Graz gazdaságának. 1932-ben itt épült meg az első stájerországi krematórium.
A grazi nemzetiszocialisták 1938. február 24-én, néhány nappal az Anschluss előtt tömegtüntetéseket tartottak a városban, bár pártjuk ekkor be volt tiltva Ausztriában. A polgármester hozzájárulásával horogkeresztes zászlókkal lobogózták fel a belváros utcáit és a városházát még a német csapatok megérkezése előtt. Az egyetemisták is részt vettek a felvonulásokon, és nagy számban léptek be az SA-ba és az SS-be. Javasolták, hogy az egyetemet nevezzék el Adolf Hitlerről, hangsúlyozták, hogy a grazi felsőoktatási intézmény a német tudomány délkeleti bástyája, a germanizmus előőrse a keleti veszedelemmel szemben. A csatlakozási népszavazás előtti propagandakörútja során Hitler 1938. április 3–4-én Grazban tartózkodott, és 30 ezer ember előtt mondott beszédet. A népszavazás győzelme után minden más politikai pártot betiltottak, a 2400 zsidónak minősülő grazi polgár vagyonát elkobozták, magukat pedig vagy emigrációba kényszerítették vagy Bécsbe deportálták. 1940 márciusában Stájerországot „zsidómentessé” nyilvánították. 1938. július 25-én, amikor a nácik az 1934-es elbukott júliusi puccsra emlékeztek, Hitler a „népfelkelő város” címet adományozta Graznak.
Az Anschluss után a hatóságok kialakították a mai Nagy-Grazot, amikor beolvasztották a városba és kerületté alakították át a szomszédos Liebenau, St. Peter, Waltendorf, Ries, Maria Trost, Andritz, Gosting, Eggenberg, Wetzelsdorf és Straßgang községeket. A városi közigazgatási beosztás nagyjából ekkor nyerte el mai képét, csak a 17. kerület, Puntigam szakadt el 1988-ban Straßgangtól.

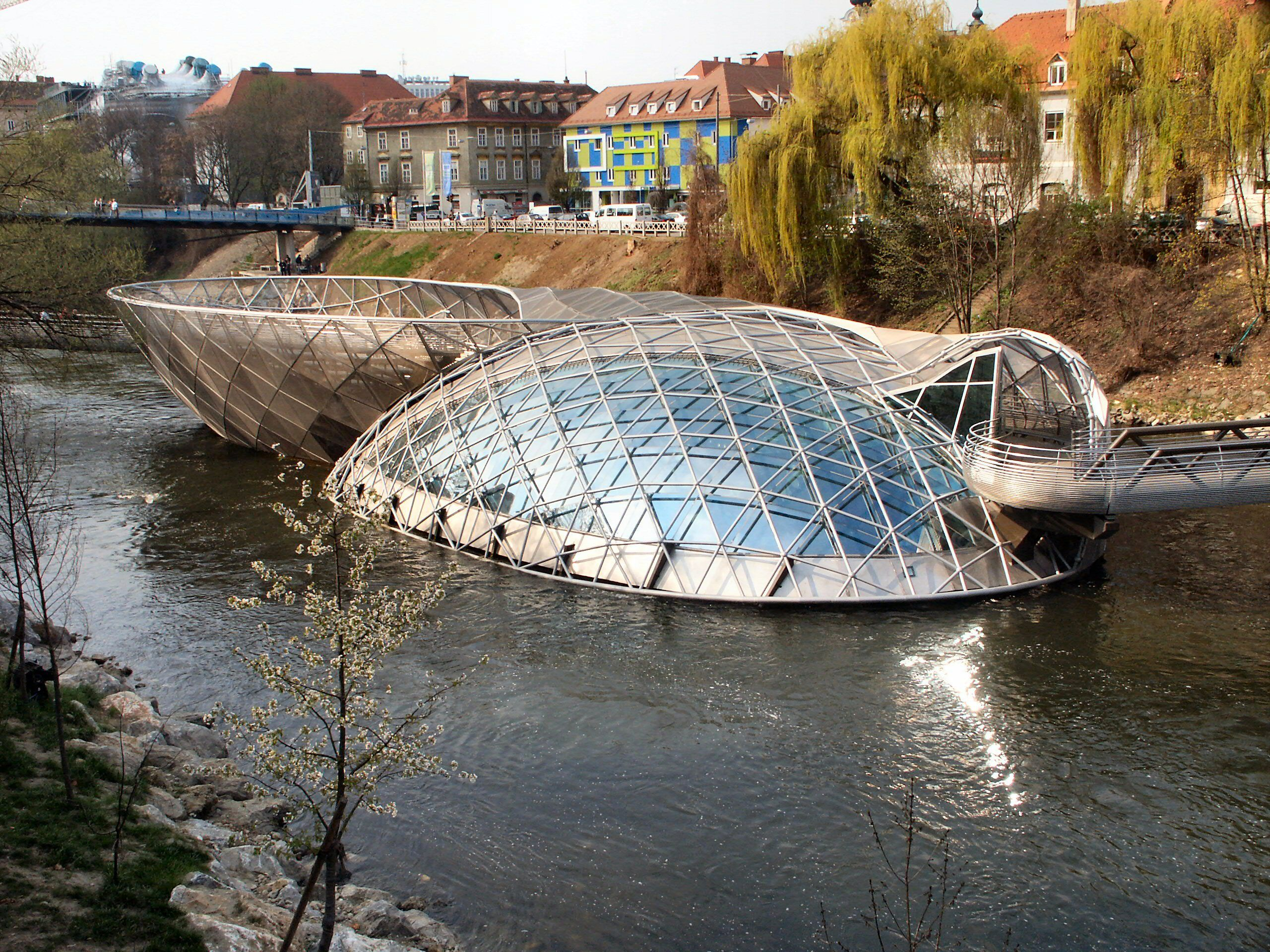
A Mura-sziget (Murinsel) akkor épült, amikor Graz Európa kulturális fővárosa volt

A második világháborúban a második front 1943. augusztusi megnyitása után Graz fölött mindennapossá váltak a bombatámadások. A Foggiában állomásozó amerikai 15. légiflotta szinte minden akciója során átrepült Stájerország fölött. Az osztrák városok közül Grazot érte a legtöbb légitámadás, összesen 56. 1943. február 25. és 1945. április 2. között ezek során mintegy 29 ezer hagyományos és gyújtóbombát dobtak le rá. Fő célpontok a főpályaudvar, valamint a déli és nyugati nagy üzemek voltak. A rosszul felszerelt, 16-17 éves kamaszok által üzemeltetett légvédelem a kb. 800 támadó repülőgépből csupán hatot tudott lelőni. A Várhegy alagútjait kényszermunkások segítségével kibővítették, és itt mintegy 50 ezer grazi talált menedéket a légitámadások során. Az áldozatok száma így viszonylag alacsony maradt: 1980-an haltak és kétezren sebesültek meg, míg az épületek közül 7802 dőlt romba és 20 ezer lakás semmisült meg. Amikor 1945 nyarán a szovjet hadsereg megközelítette a várost, a Puch Művek bicikliket adományozott a lakosoknak, hogy mintegy 15 ezren eljussanak a keleti védvonal (a Panther-vonal) építkezéséhez. Május 7-én, egy nappal menekülése előtt Sigfried Uiberreither gauleiter kivégeztette a fogságban tartott ellenállókat és politikai foglyokat. Utódja, a mérsékelt Armin Dadieu azonnal felmentette Stájerország valamennyi NSDAP-vezetőjét és megtiltotta, hogy Hitler Nero-parancsát az infrastruktúra megsemmisítéséről teljesítsék.
Grazot a szovjetek, majd 1945 nyarától a britek tartották megszállva, egészen 1955-ig. A városban 1968 óta évente megrendezik a Stájer ősz (Steirischer Herbst) kortárs művészeti fesztivált, 1985 óta pedig a Styriarte zenei fesztivált. Új hidak épültek a Murán, 1972-ben megnyíltak az első sétálóutcák. 1988-ban Strassgang kerületből elkülönítették a legújabb, 17. kerületet, Puntigamot. 1993-ban a Greenpeace klímavédelmi díjat adományozott Graznak. Ugyanebben az évben rendezték meg az Európai kulturális hónapot. 1999-ben az óváros felkerült az UNESCO világörökség-listájára.
2003-ban Graz volt Európa kulturális fővárosa, ennek során több mint 100 projekt és hatezer esemény mutatta be a kultúra különböző területeit a látogatóknak. Ekkor épült a lebegő Murinsel (Mura-sziget) a folyón, a sajátos külsejű Kunsthaus (Művészetek Háza), valamint a Frida & Fred gyerekmúzeum. 2006-ban Graz csatlakozott az UNESCO rasszizmus elleni városkoalíciójához, 2015-ben pedig a Protestáns Egyházak Európai Közössége az „Európai reformációs város” címet adta Graznak.
2015. június 20-án egy 26 éves bosnyák muzulmán bevándorló családi problémáira hivatkozva a tömegbe hajtott Graz belvárosában, három embert megölve, 36-ot megsebesítve. 2017-ben az UNESCO (Buenos Aires után) második emberjogi központját Grazban állította fel.

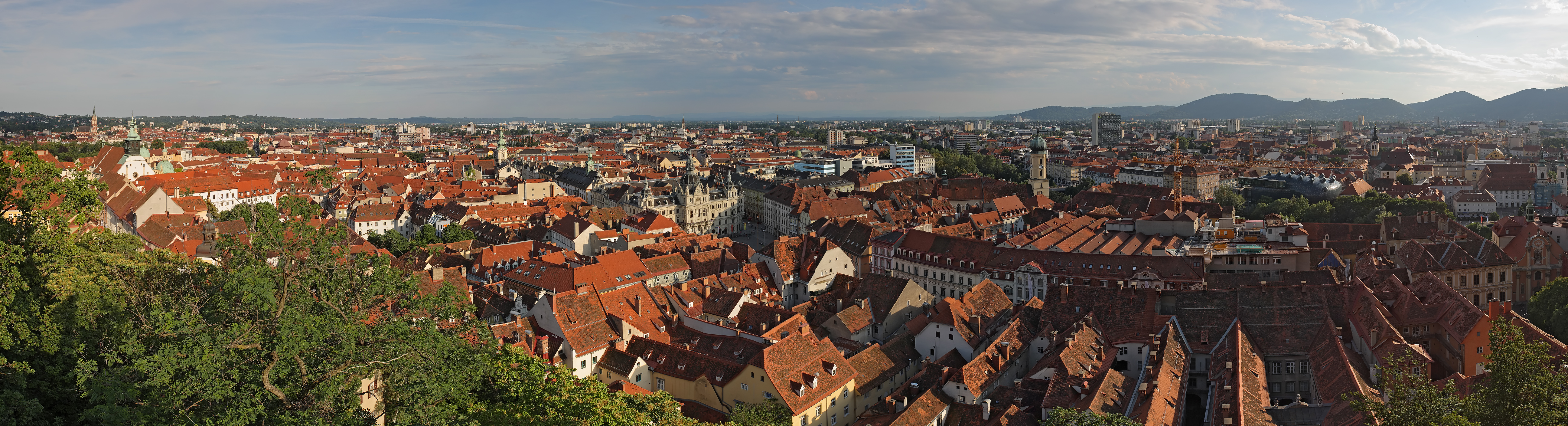
Graz látképe a Várhegyről

## Népessége
A település népessége az elmúlt években az alábbi módon változott:
| Lakosok száma | 253 000 | 238 000 | 282 479 | 286 686 | 286 292 | 292 630 |
|               | 1968    | 1991    | 2015    | 2016    | 2018    | 2022    |

Graz lakossága 1870 körül érte el a 100 ezres szintet. Az ezt követő időkben is töretlenül gyarapodott (részben természetes úton, részben bevándorlás révén, vagy 1938-ban a környező községek bekebelezésével), majd az 1970-es évektől az agglomerációba való kiköltözés miatt csökkenő tendenciát mutatott. Ez az irány a 2000-es évek elején fordult meg ismét, s ma Graz Ausztria népesség tekintetében leggyorsabban növekvő városa. 2017. január 1-én a város lakossága a lakóhelyet tekintve 286 686 fő volt. A tartózkodási helyet is figyelembe véve 320 587-en laktak ekkor a stájer fővárosban.
A 2015. januári állapotok szerint a graziak 51,28%-a volt nő, 17,62%-a 20 év alatti, 65,26%-a 20 és 65 közötti, 17,12%-a pedig 65 év fölötti.

### Külföldiek
2014-ben a lakosok 83,56%-ának volt osztrák állampolgársága, 6,2%-nak más EU-állampolgársága, 10,24% pedig az Európai Unión kívülről érkezett. Utóbbiak közül 2525 volt afrikai, 1096 észak- vagy dél-amerikai, 8655 ázsiai, 68 óceániai. 1510-en érkeztek Oroszországból, 10 610-en pedig nem EU-tag európai országokból. 371-en voltak hontalanok.
2014 januárjában az 500 főt meghaladó külföldi közösségek a következő országokból származtak (csökkenő sorrendben): Bosznia-Hercegovina (5575 fő), Németország (5372), Horvátország (4912), Törökország (4688), Románia (4584), Magyarország (2012 fő), Oroszország (1510), Szlovénia (1386), Olaszország (1031), Nigéria (911), Egyiptom (716), Észak-Macedónia (675), Lengyelország (639), Kína (és Tajvan) (615), Szlovákia (612), Bulgária (591), Szerbia (550).

### Vallás
2001-ben a lakosok 65,4%-a római katolikusnak, 6,7% evangélikusnak, 1,7% ortodoxnak, 4% muzulmánnak, 17,5% pedig felekezeten kívülinek vallotta magát.

## Politika

### A város polgármesterei

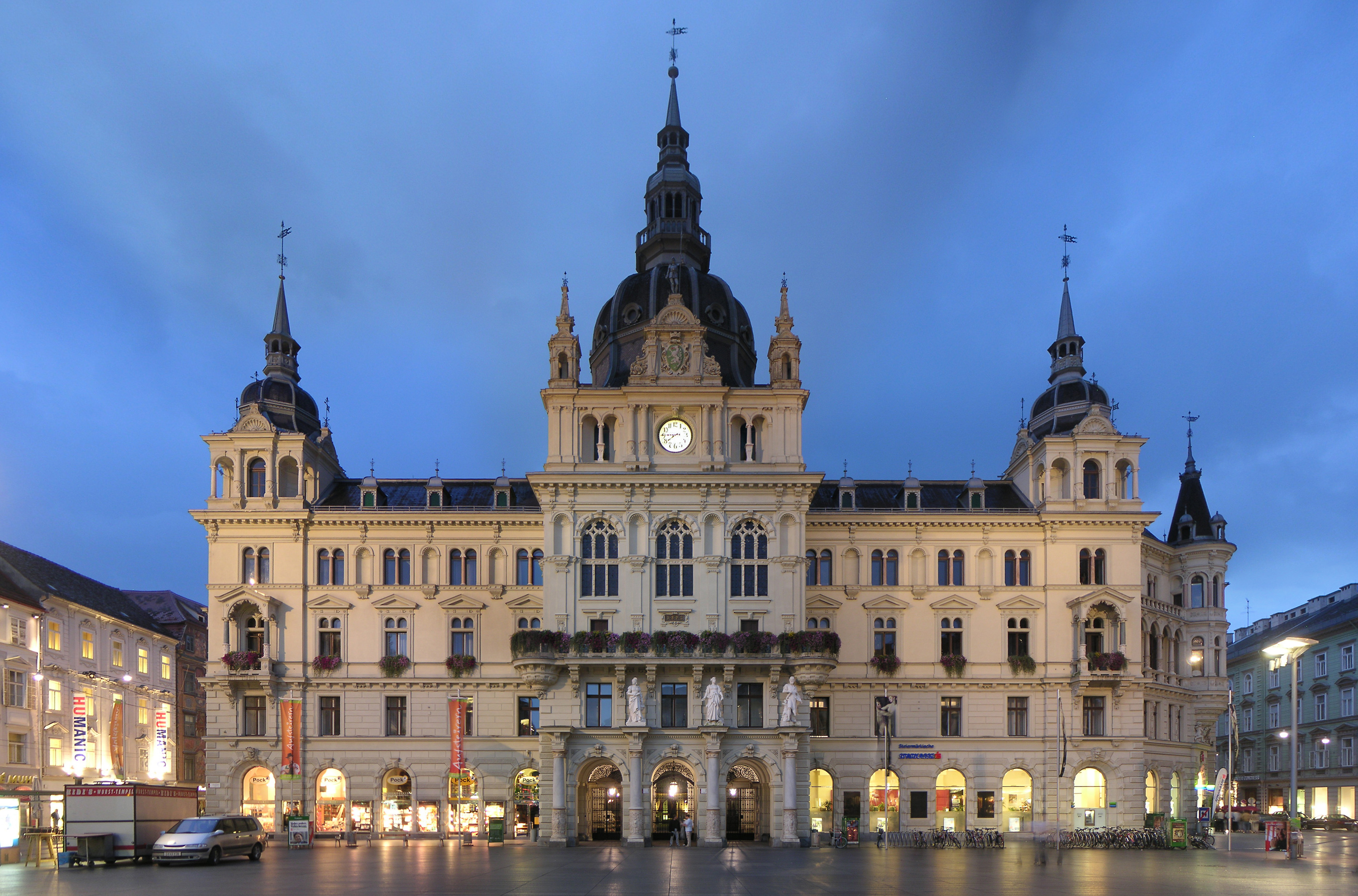
A grazi városháza

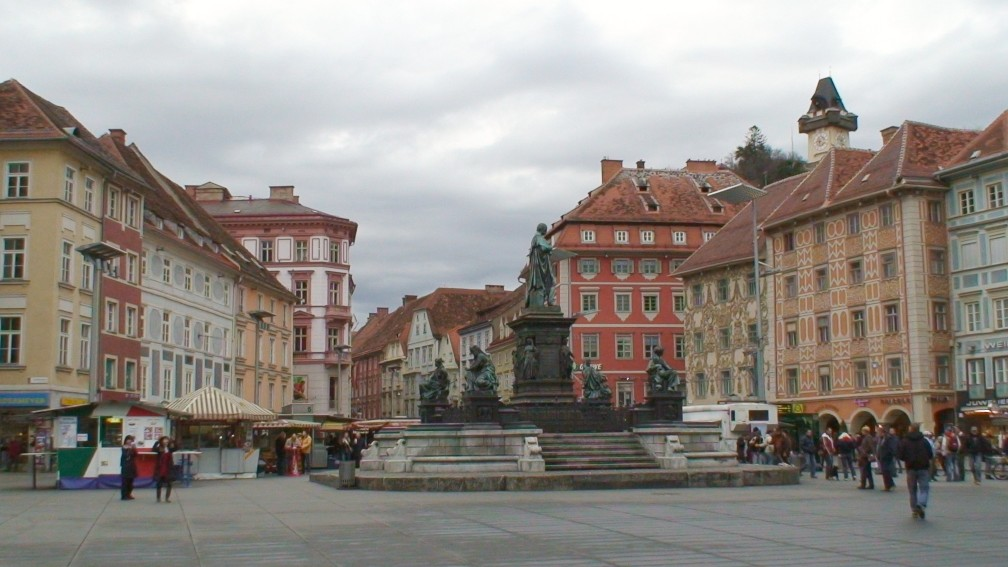
A főtér János főherceg szobrával

| Polgármesterek 1784-től                                 | Polgármesterek 1784-től                 |
| Név                                                     | Tisztség időpontja                      |
| ------------------------------------------------------- | --------------------------------------- |
| Dr. Ambros Knabl (ehemals Syndikus)                     | 1784. november 15. – 1788. december 23. |
| Johann Edler von Berscheny                              | 1788. december 24. – 1791. április 28.  |
| Franz Kaspar Edler von Heilinger                        | 1791. április 29. – 1795. március 27.   |
| Dr. Michael Steffn                                      | 1795. március 28. – 1799. december 15.  |
| Franz de Paula Edler von Dirnpöck                       | 1799. december 16. – 1810. január 31.   |
| Franz Wiesenauer                                        | 1810. február 1. – 1827. május 22.      |
| Franz X. Nippel (k.k. Landrat; provisor.)               | 1827. május 23. – 1829. november 25.    |
| Constantin Villefort                                    | 1830. január 15. – 1836. október 10.    |
| Anton Pfalzer (k.k Landrat; provisor.)                  | 1836/1837                               |
| Dr. Josef Valentin Maurer                               | 1837 – 1843                             |
| Dr. Andreas Hüttenbrenner                               | 1844 – 1850. szeptember 2.              |
| Dr. Johann von Ulm                                      | 1850. február 27. – 1861. április 16.   |
| Moritz Ritter von Franck                                | 1861. április 17. – 1864. május 22.     |
| Albin Alber                                             | 1864. május 23. – 1867. november 18.    |
| Moritz Ritter von Franck                                | 1867. november 19. – 1870. május 2.     |
| Dr. Moritz Ritter von Schreiner                         | 1870. május 3. – 1873. április 29.      |
| Dr. Wilhelm Kienzl                                      | 1873. április 30. – 1885. május 5.      |
| Dr. Ferdinand Portugall                                 | 1885. május 6. – 1897. május 2.         |
| Dr. Franz Graf                                          | 1897. május 6. – 1898. május 28.        |
| Heinrich Freiherr von Hammer-Purgstall (k.k Reg.-Komm.) | 1898. május 29. – 1898. október 24.     |
| Dr. Franz Graf                                          | 1898. október 25. – 1905. január 9.     |
| Dr. Franz Graf                                          | 1905. január 23. – 1912. április 25.    |
| Anton Unterrain von Meysing (k.k. Reg.-Komm.)           | 1912. április 26. – 1912. november 3.   |
| Dr. Robert von Fleischhacker                            | 1912.1912.4. – 1914. június 17.         |
| Anton Unterrain von Meysing (k.k. Reg.-Komm.)           | 1914. június 18. – 1917. december 12.   |
| Mag. Adolf Fizia                                        | 1917. december 13. – 1919. június 13.   |
| Vinzenz Muchitsch                                       | 1919. június 14. – 1934. február 12.    |
| Hans Schmid                                             | 1934. február 24. – 1938. március 12.   |
| Dr. Julius Kaspar                                       | 1938. március 12. – 1945. május 7.      |
| Prof. Engelbert Rückl                                   | 1945. május 8. – 1945. május 16.        |
| Prof. Dr. Eduard Speck                                  | 1945. május 16. – 1960. január 31.      |
| Dipl.-Ing. Gustav Scherbaum                             | 1960. február 9. – 1973. április 24.    |
| Dipl.-Ing. DDr. Alexander Götz                          | 1973. április 24. – 1983. március 21.   |
| Dipl.-Ing. Franz Hasiba                                 | 1983. március 21. – 1985. január 10.    |
| Alfred Stingl                                           | 1985. január 10. – 2003. március 27.    |
| Mag. Siegfried Nagl                                     | 2003. március 27. – 2021. november 17.  |
| Elke Kahr                                               | 2021. november 17. –                    |

### A városi tanács
48 képviselő az alábbiak szerint: 

## Látnivalók

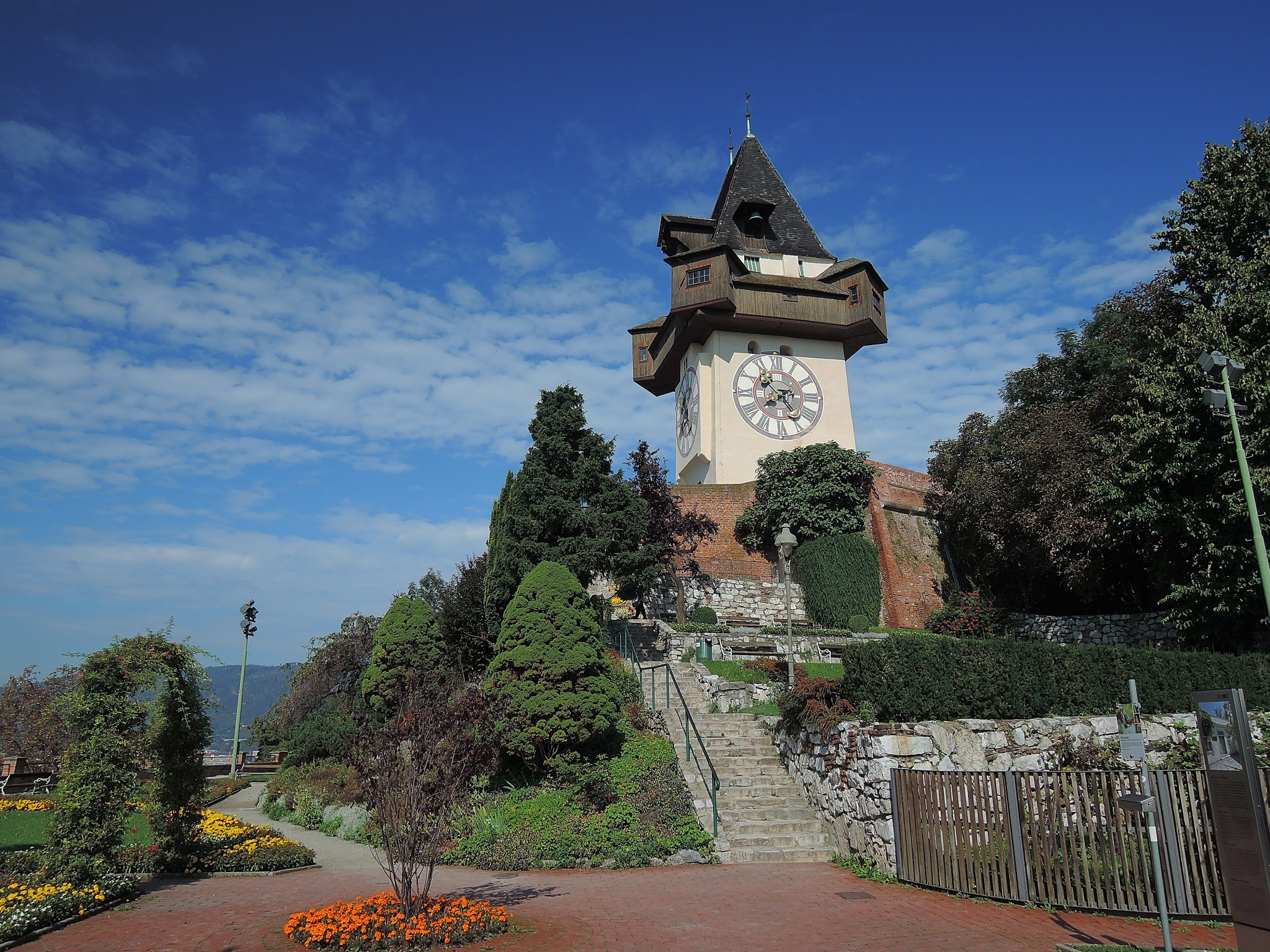
A Várhegy óratornya

Graz óvárosát az UNESCO 1999-ben felvette a világörökség-listára, mert a történelmi városrész igen jó állapotban maradt meg, és jól követhető fejlődése egészen a gótikus időktől kezdődően. A helyszínt 2010-ben kiegészítették az Eggenberg-kastéllyal is. Graz legtöbb látványossága az óvárosban található, bár sok szép régi építményre bukkanhatunk a St. Leonhard (II.) és Geidorf (III.) kerületekben is.
- A Várhegy és környéke: a Várhegy (Schlossberg) a város közepén található; a ráépített vár 1129-től 1809-ig védte Grazot. Miután az osztrák csapatok Franz Xaver Hackher zu Hart ezredes vezetésével sikeresen védekeztek Napóleon csapataival szemben, a háborút követő békeszerződésben előírták a vár lerombolását. A grazi polgárok megváltották az óratornyot és a harangtornyot, így ezek megmenekülhettek. Az addig sziklás hegyet 1839-ben kezdték parkosítani. A két tornyon kívül megmaradtak az egykori vár maradványai és néhány műemlék épület is, mint a Tamás-kápolna romjai, a Polgár- és az Istállóbástya, valamint a kazamaták. A Várhegy tetejét a Schloßbergbahn siklóvasútján, a 2000-ben elkészült lifttel vagy egy 260 lépcsőfokos gyalogösvényen lehet elérni. A hegy belsejében több kilométeres alagútrendszer található, ahová a második világháborúban a légitámadások elől menekítették a polgárokat. Az alagutak ma különböző események színhelyéül szolgálnak (Dom im Berg), bejárhatók a mesevonattal (Märchenbahn), valamint létesítettek benne egy – jelenleg nem látogatható – bányavasút-múzeumot is. A lift tetejéről a hegy belsejében vezető csúszdával is le lehet jutni a városba.

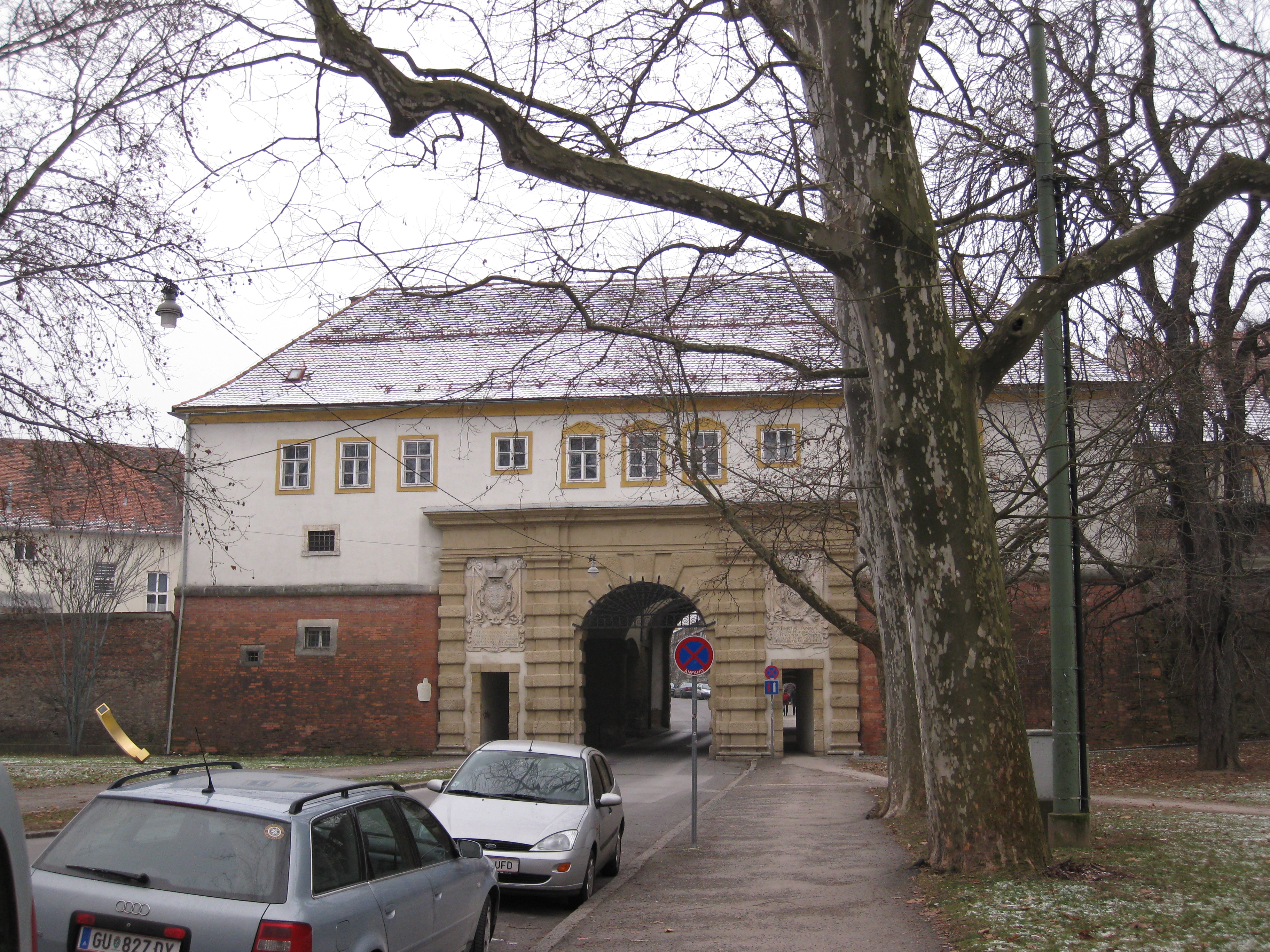
A Paulus-kapu

Érdemes legalább részben körbesétálni a Várhegyet. A túra a hegy keleti lábánál, a Paulus-kapunál (Paulustor) indul, amely a reneszánsz külső erődrendszer utolsó megmaradt építménye. A Paulustorgassén délre haladva látható a Palmburg kastélya (ma bírósági épület), majd közvetlenül mellette a Néprajzi Múzeum és a Szent Antal-templom. Utóbbi helyén 1600-ban között több mint 10 ezer protestáns könyvet égettek el. Délebbre található a Saurau-palota jókora portáljával és fölötte a török katona alakjával; a volt „Aranypástétom” fogadó jellegzetes kerek erkélyeivel, a volt Ágoston-rendi kolostor, a „lépcsőházas templom” (amely valaha az erődítmény része volt) és a Német Lovagrend rendháza. A Főtéren (Hauptplatz) jobbra fordulva a Sackstraße mentén látható az Erzherzog Johann-szálloda, a Landschaftsapotheke (Graz legrégebbi patikája), a Kellersberg-palota, az Özvegypalota (Witwenpalais), valamint az Attems- („Stájerország legfontosabb nemesi palotája”), Herberstein- (Palotamúzeum) és Khuenburg-paloták (Ferenc Ferdinánd szülőháza, Grazi Városi Múzeum és Patikamúzeum). Közvetlenül az utóbbi mellett található Graz legrégebbi épülete, a Reinerhof. A mellette lévő Schlossbergplatzról nyílik a Várhegyre felvezető lépcső, a Mesevasút, itt található a Szentháromság-templom, illetve rövid sétával elérhető a Murinsel (Mura-sziget) is.
- A Stadtkrone. A Várhegy keleti lábánál található az ún. Grazer Stadtkrone („Graz városának koronája”), egy négy épületből álló együttes: a gótikus Szent Egyed-katedrális, az egybeépült Szent Katalin-templom és II. Ferdinánd császár mauzóleuma, a régi jezsuita egyetem és a grazi Burg.

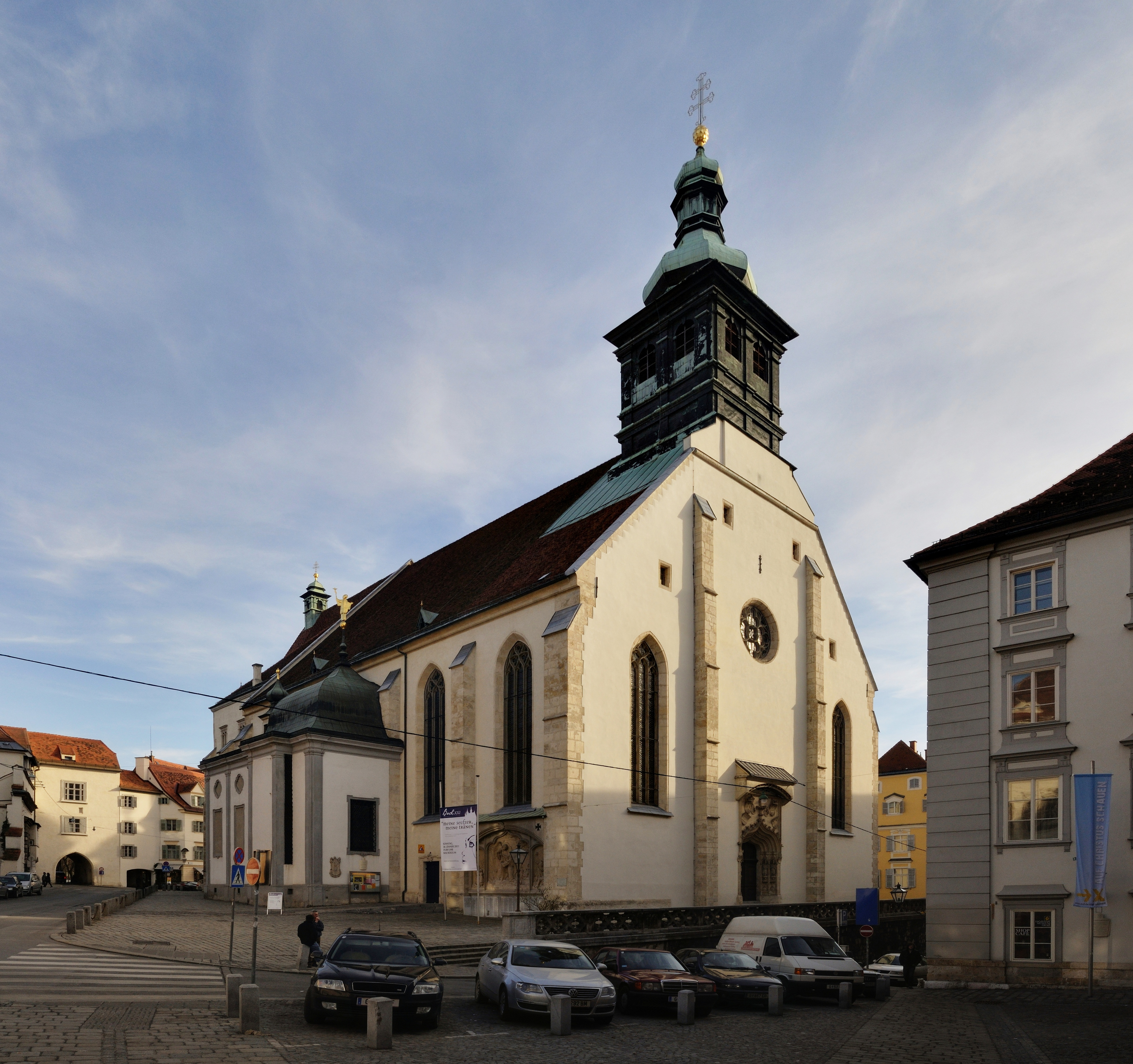
A grazi dóm

A grazi katedrális 1786 óta székesegyháza a Graz-Seckaui egyházmegyének. Az első látásra nem különösebben feltűnő épület 1577–1773 között a jezsuiták temploma volt. Művészeti és kultúrtörténeti szempontból azonban Graz belvárosának legfontosabb szakrális épülete. A 15. században készült el III. Frigyes császár udvara számára. Valamikor egy folyosó kötötte össze a Burggal. Főoltára a barokk művészet mesterműve. Külső falán egy 1485-ből származó, a világ csapásait ábrázoló freskó (ún. Landplagenbild) látható.
Közvetlenül a katedrális mellett található a Szent Katalin-templom és II. Ferdinánd (1578–1637) manierista stílusú mauzóleuma, amely valamennyi Habsburg uralkodó síremlékénél nagyobb. A katedrális és a mauzóleum között látható Szent Egyed (a székesegyház védőszentje) bronzszobra.
A grazi Burgot V. Frigyes herceg (később III. Frigyes császár) kezdte építeni városi rezidenciaként 1438-ban és a munkálatok tovább folytatódtak II. Károly főherceg és fia, II. Ferdinánd császár idejében is. Az építkezés első, gótikus szakaszának emléke a látványos kettős csigalépcső. Az épületben ma a stájer tartományi kormányzat működik.

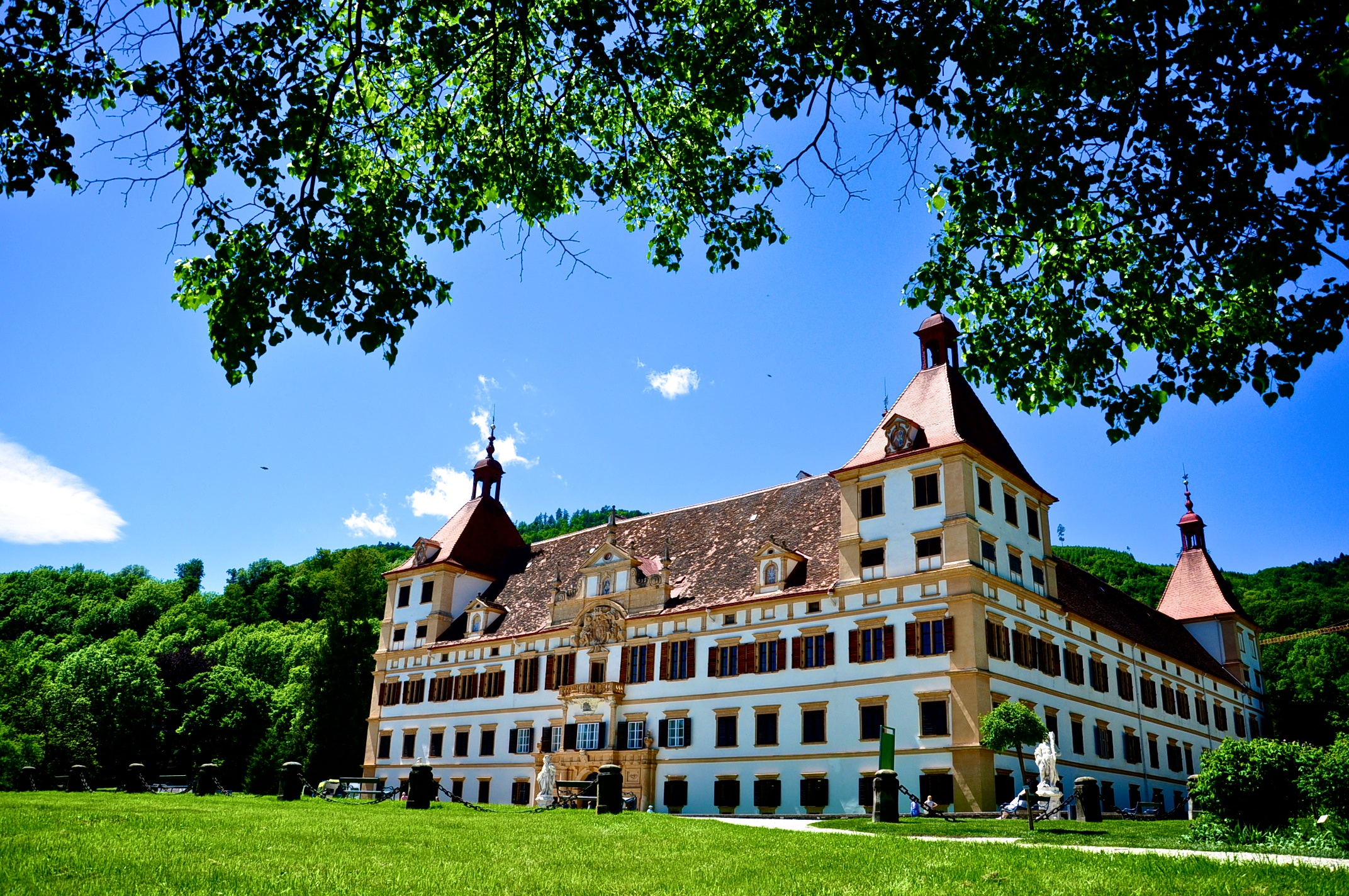
Az Eggenberg-kastély

- A városközpontban érdemes megtekinteni a neoklasszikus, 1889–1895 között épült városházát a Fő téren (Hauptplatz). Előtte, a tér közepén áll a János főherceg-szökőkút, amelyet 1878-ban állítottak fel. A főteret több palota veszi körbe, mint a Fehér Ház, a Sas-patika, a stukkós Luegg-házak, a Weikhard-ház vagy a Stürgkh-palota. A Herrengasse mentén található a tartományi gyűlés épülete, a Landhaus reneszánsz árkádjaival, a Landeszeughaus a világ legnagyobb megmaradt középkori fegyvertára 32 ezer darabból álló kiállításával, az ún. Festett Ház és a városi plébániatemplom. A városközponthoz tartozik még az ún. Ferencesek negyede (Franziskanerviertel) a ferencesek templomával, amely Graz második legnagyobb temploma; valamint a Joanneum-negyed a tartomány legnagyobb múzeumával, a János főherceg alapította Joanneummal. A belvárosban található még az 1899-ben megnyílt, neobarokk Operaház.
- Az Eggenberg-kastély a belvároson kívüli látványosságok közül a leggyakrabban látogatott, évente több mint egymillió látogató keresi fel. Az épületegyüttes Stájerország legszebb barokk palotakomplexuma.[16] Mai formájában Hans Ulrich Eggenberg (1568–1634) kezdte építtetni 1625-ben Giovanni Pietro de Pomis udvari építész tervei alapján. A kastély 24 emeleti dísztermének megmaradt eredeti 17–18. századi berendezése, amelyek egész Ausztria legfontosabb történelmi bútoregyüttesei közé tartoznak. A kastély 2010 óta a világörökség része.
- Egyéb óvároson kívüli látványosságok: A város északi határán találhatóak Gösting várának romjai, a magas fekvésű erődből ellenőrizték valamikor a Mura völgyét. A várba 1723-ban villám csapott és leégett.

Ausztria legnagyobb szecessziós épületegyüttese a Graz keleti részén található egyetemi kórház, elkészültekor Európa legmodernebb kórháza. A jelentősebb épületek közé tartozik még a Kees-palota, ahol anno a császári és királyi vezérkar székelt vagy a Meran-palota, János főherceg volt lakóhelye (ma a Grazi Művészeti Egyetem főépülete).
A város látnivalója a botanikus kert is, amelyet a Grazi Egyetem működtet.

## Múzeumok

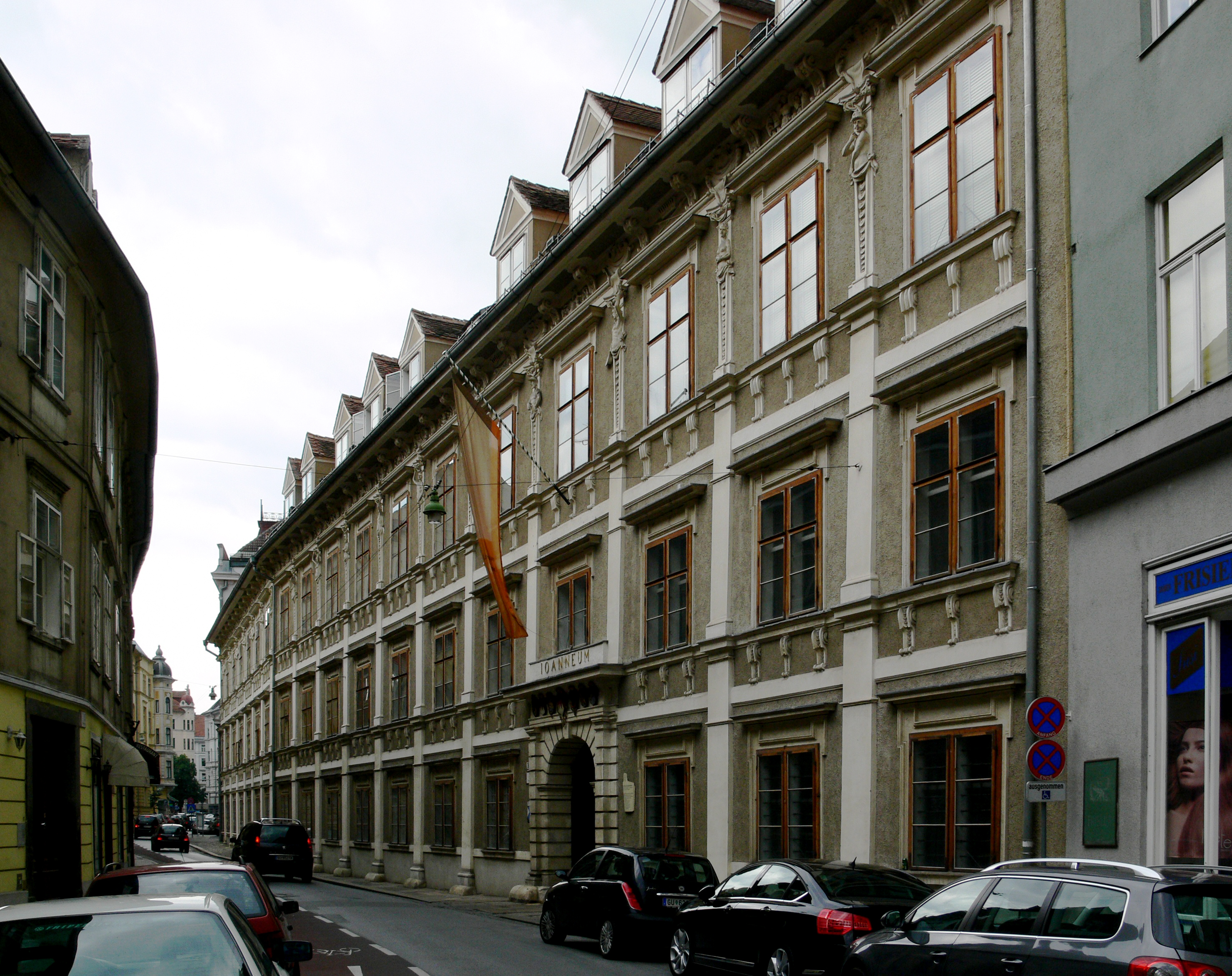
A Joanneum múzeuma

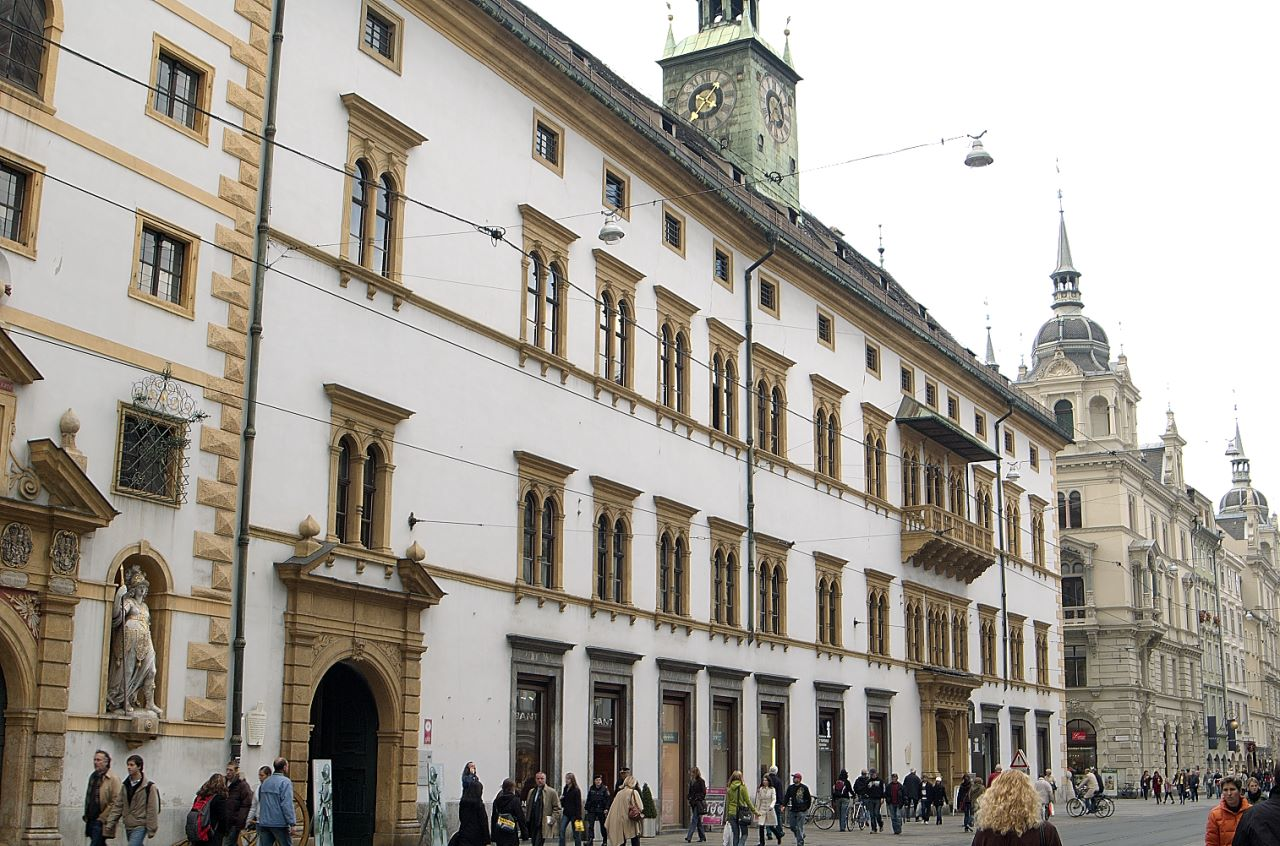
A Landeszeughaus

- a Joanneum Egyetemes Múzeum (Universalmuseum Joanneum) a tartomány legrégebbi és az egész ország második legnagyobb múzeuma (a bécsi Művészettörténeti Múzeum után). János főherceg alapította 1811-ben, aki – főleg tudományos és műszaki – magángyűjteményét adományozta a múzeum számára. Hozzá tartozik a 2013-ban megnyílt Természettudományi Múzeum és a multimédiás gyűjtemény is.
- a Régi Galéria (Alte Galerie) az Eggenberg-kastélyban középkori (romántól a barokkig) gyűjteményéről híres. A 19–20. századi művészetet a Joanneum-beli Új Galéria (Neue Galerie) mutatja be.[17]
- Szintén az Eggenberg-kastély ad otthont az Érmegyűjteménynek és a Régészeti Múzeumnak.
- a Néprajzi Múzeum a Paulustorgassén
- a Landeszeughaus (Fegyvertár) a világ legnagyobb történeti fegyvergyűjteményével
- a Patikamúzeum
- a Grazi Városi Múzeum a Khuenburg-palotában
- Camera Austria a Művészetek Házában
- Egyházmegyemúzeum
- Irodalmi Ház
- az Érzékelés Múzeuma
- Frida és Fred gyerekmúzeum
- Villamosmúzeum
- Hans Gross kriminológiai múzeum
- Hanns Schell-gyűjtemény
- Johann Puch-múzeum
- Robert Stolz-múzeum

## Kultúra

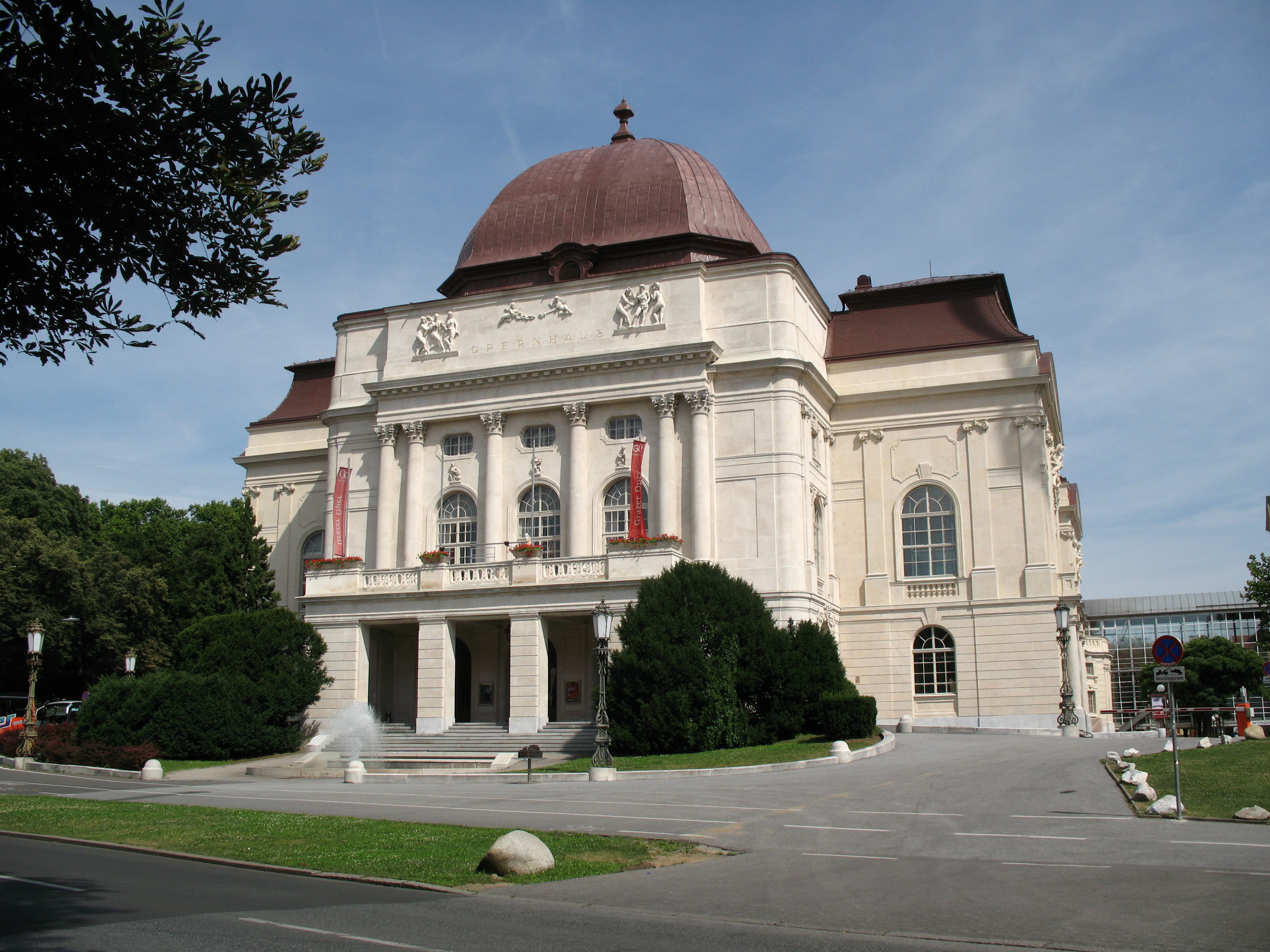
Az Operaház

A német, kelet-európai és mediterrán kultúrterületek metszéspontjában fekvő Graz már évszázadok óta nemzetközi kultúrközpont; az Alpok-Adria régióra gyakorolt hatását csak növelte, hogy sokáig Belső-Ausztria fővárosa volt.
A város legfontosabb kulturális rendezvényközpontjai a 11 ezer fő befogadására képes Stadthalle Graz, a Stephaniensaal, a Helmut-List-Halle, vagy a volt szappangyárból átalakított rendezvényközpont, a Veranstaltungszentrum Seifenfabrik. Az egyik legnagyobb múlttal rendelkező szórakoztató intézmény az 1950-ben épített Orpheum, amely a háborúban lebombázott, 1899-ben alapított Varieté Orpheum helyén áll.
1937 óta minden évben megrendezik a Stájer Ősz (Steirische Herbst) kortárs művészeti fesztivált. A Styriarte a klasszikus zene, a Springfestival az elektronikus zene, a Aufsteirern pedig a populáris kultúra kedvelőinek fesztiválja. Ezeken kívül Grazban rendezik a Diagonale filmfesztivált, a Jazz Summer Graz fesztivált; az Elevate Festival a kortárs zenére, művészetre és a politikai diskurzusra koncentrál; a La Strada pedig utcai színészek és bábszínházak nemzetközi találkozója. A bécsi operabálhoz hasonló társasági esemény az Operaházban 1999 óta megrendezett Opernredoute.
A legismertebb grazi könnyűzenei együttes az Opus, amely 1985-ben robbant be a nemzetközi slágerlistákra Live is Life c. dalával.

## Oktatás
Graznak négy egyeteme, két pedagógiai főiskolája és két főiskolája van, amelyeken összesen 60 ezren tanulnak; ezzel Bécs után az ország második legnagyobb oktatási központja.
A Grazi Egyetem (Karl-Franzens-Universität vagy Carola-Franciscea) története 1585-ig nyúlik vissza, így a bécsi után Ausztria második legrégebbi egyeteme. Egyedül ide 32 ezer diák jár. 16 ezer hallgatója van a Műszaki Egyetemnek (János főherceg Egyetem) 4300 pedig az Orvostudományi Egyetemnek (Leopold Auenbrugger Egyetem). A felsőoktatási intézmények sorát a Zenei és Előadó-művészeti Egyetem (1880 hallgató) és a Klagenfurti Egyetem Grazba kihelyezett interdiszciplináris kutatási tanszéke egészíti ki.
Az egyetemek mellett itt található a Joanneum Főiskola (4417 diákjával az ország második főiskolája) és a Campus 02 gazdasági főiskola (1272 diák). Ezek mellett a városban működik a Stájerországi Pedagógiai Főiskola és a Grazi Egyházi Pedagógiai Főiskola. Az egyetemi szint alatti zeneoktatásért a Johann Joseph Fux Konzervatórium felelős. Emellett a Graz-Seckaui egyházmegye is fenntart egy egyházzenei konzervatóriumot.

## Sport
Graznak két nagy múltú, egymással rivalizáló sportklubja van, az SK Sturm és a Grazer AK (GAK). Utóbbi labdarúgó-szakosztálya 2012-ben csődbe jutott, majd újraalapították, de újra kellett kezdenie pályafutását az amatőr ligában.
A város jégkorongcsapata, az EC Graz 99ers az osztrák felső ligában játszik. Az amerikaifutball-csapat, a Graz Giants számos alkalommal nyerte ez az osztrák kupát. Grazban található a központja Ausztria legnagyobb triatlonszövetségének, a Sportunion Triathlonverein Steiermark-nak. 1984-2007 között összesen 24-szer rendezték meg a Tour de France után a város óvárosában a Grazer Altstadtkriterium-ot, az óváros szűk, kanyargós utcáin rendezett kerékpárversenyt.

## Gazdaság

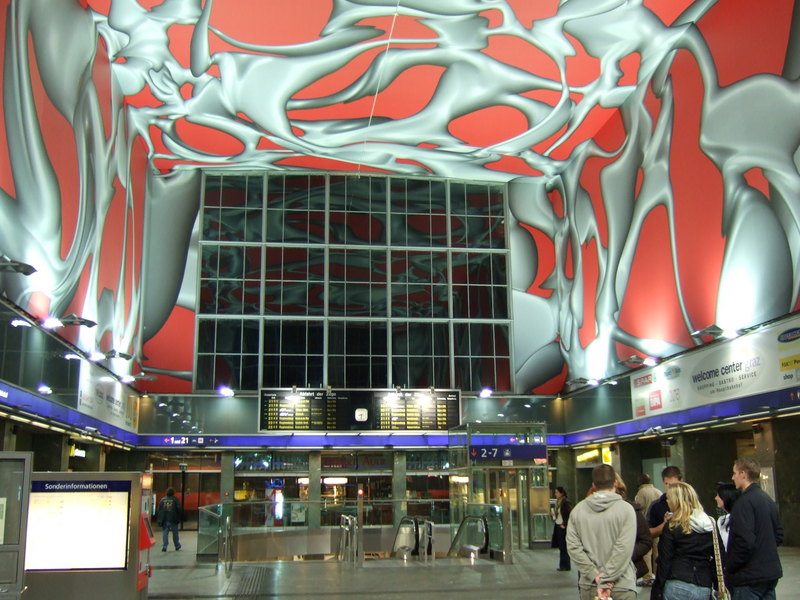
A főpályaudvar belső tere

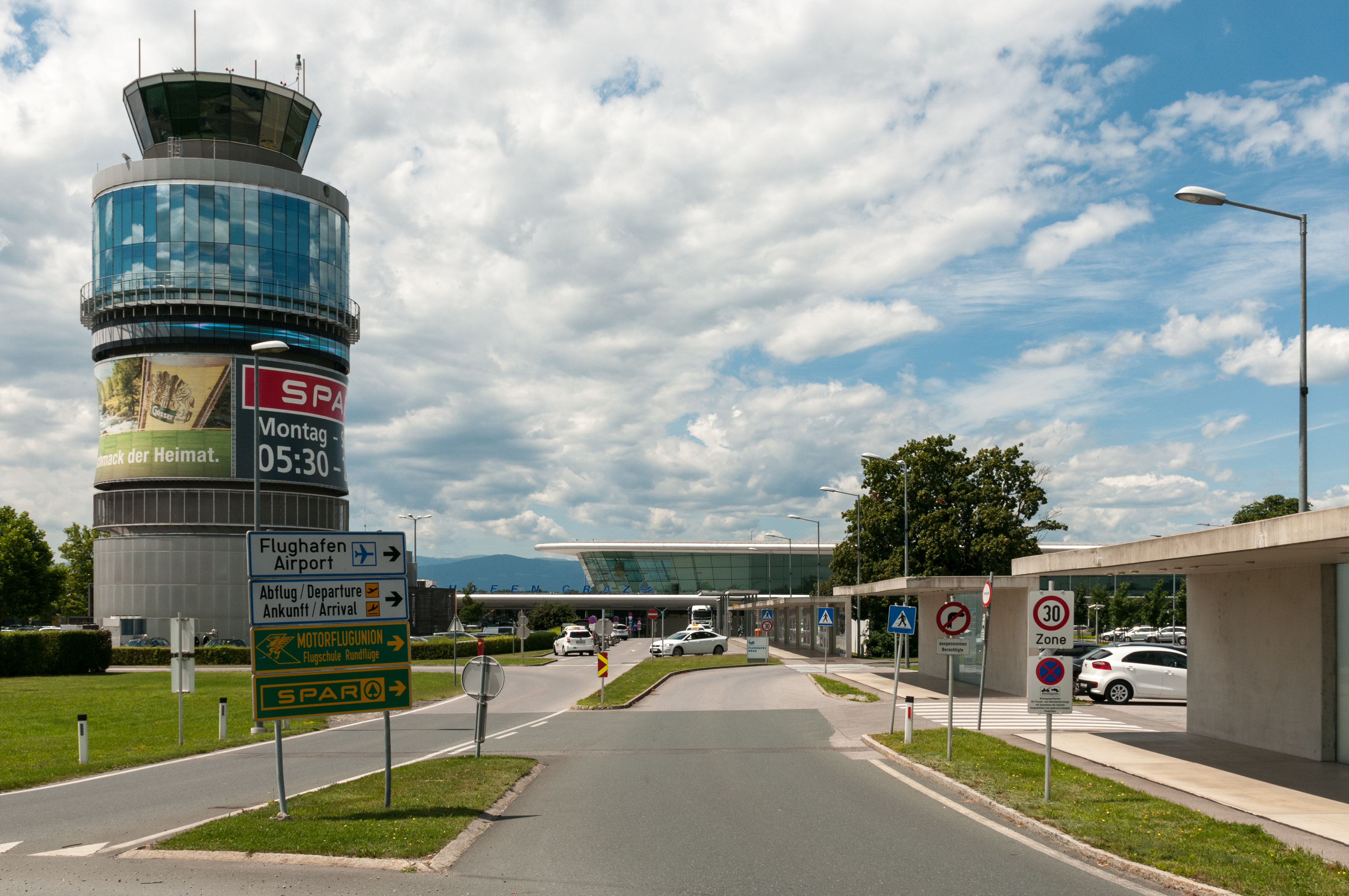
A grazi repülőtér

A kedvező helyzetű város számos osztrák és nemzetközi cégnek kínál otthont. Központi régiója termeli Stájerország ipari hozzáadott értékének több, mint egyharmadát és itt kínálják az állások 40%-át. Graz az ország egyik innovációs centruma, az ország high-tech innovációinak harmada származik ebből a térségből.
2003-ban 184 135 munkavállaló dolgozott Grazban 10 692 munkahelyen; közülük 70% a szolgáltató szektorban (főleg közszolgálati, kereskedelmi, bank- és biztosítási szektorokban). A Grazi Őszi Vásárt 1906 óta rendezik meg nem ritkaság hogy 200 ezren is meglátogatják.
A legnagyobb helyi vállalkozások a gépgyártással foglalkozó Andritz AG és a Magna Steyr autógyártó. A gyorsan fejlődő Autocluster Steiermark (vagy „ACstyria”) több mint 180 stájer céget fog össze, amelyek autógyárak beszállítóiként specializálódtak.

### Közlekedés
A város jól fejlett tömegközlekedési hálózattal rendelkezik, amely hat villamosvonalból és számos buszjáratból áll. Érdekessége a standard jeggyel használható Várhegy-sikló. Graz az osztrák Déli vasút (Südbahn) vonalán fekszik, főpályaudvara az utasok körében végzett felmérés szerint a legszebbek közé tartozik Ausztriában. A tartományi városokat a 11 vonalból álló Steiermark S-Bahn hálózata köti össze Stájerország fővárosával. Graznak továbbá vasúti összeköttetése van Szentgotthárddal. 
Graz az A9 és A2 autópályák találkozásánál fekszik.
A városközponttól kb. 10 km-re délre található a grazi repülőtér, amely busszal és vonattal megközelíthető. A repülőtér forgalma alapján a harmadik legnagyobb az országban a bécsi és a linzi után. 2017-ben 959 166 utas fordult meg a reptéren.

## „Graz írója”
A város középkori hagyományt felélesztve-megújítva évente választ magának egy írót, aki egy évig a grazi Várhegyen álló Cerrini-kiskastélyban, a város vendégeként élhet és alkothat. (A középkorban a „város írója” a tanácsülések protokolláris vezetője volt.) 2008-ban Zilahy Péter, 2014-ben Garaczi László nyerte el ezt a megtisztelő címet és lehetőséget.

## Híres graziak

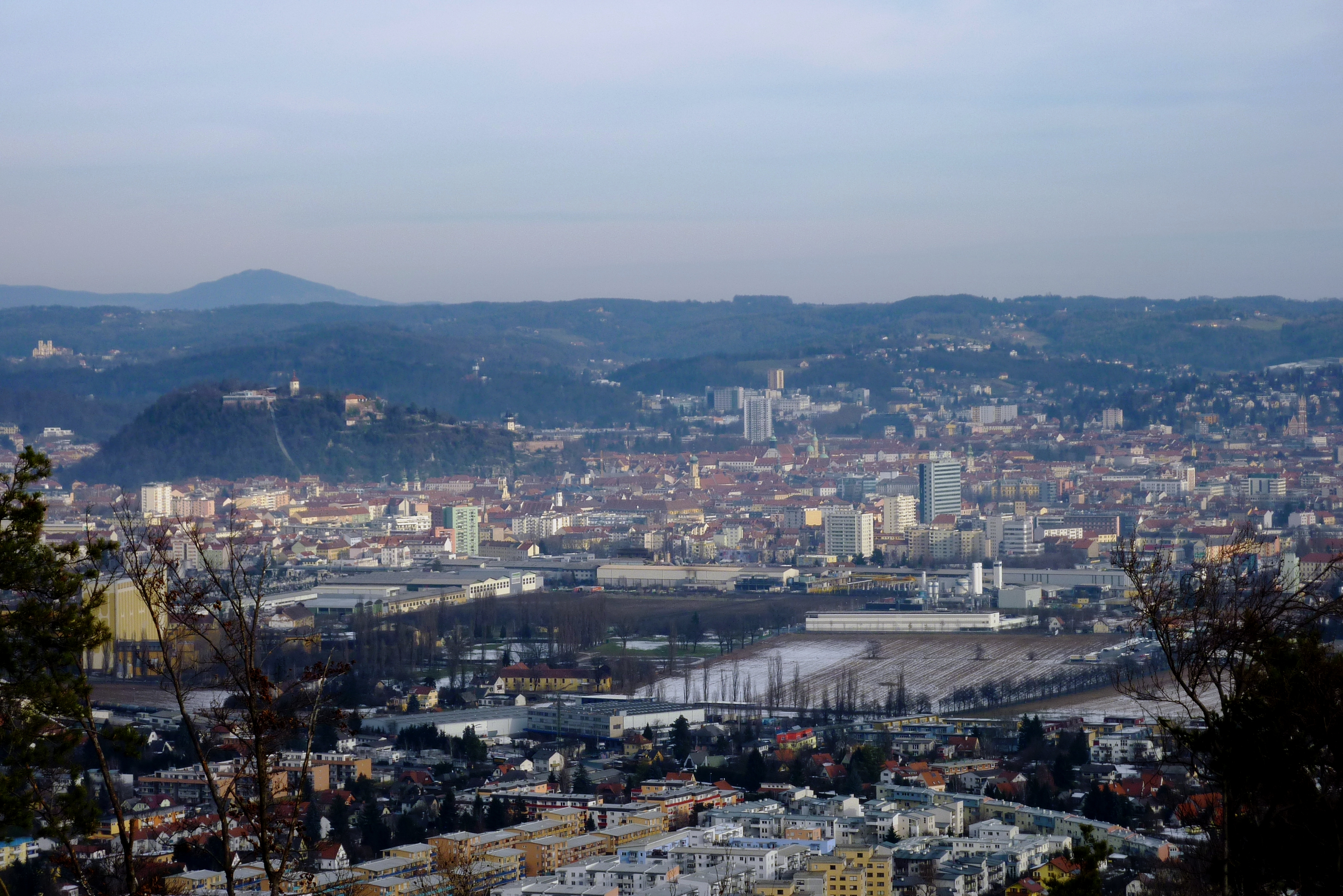
A város panorámája

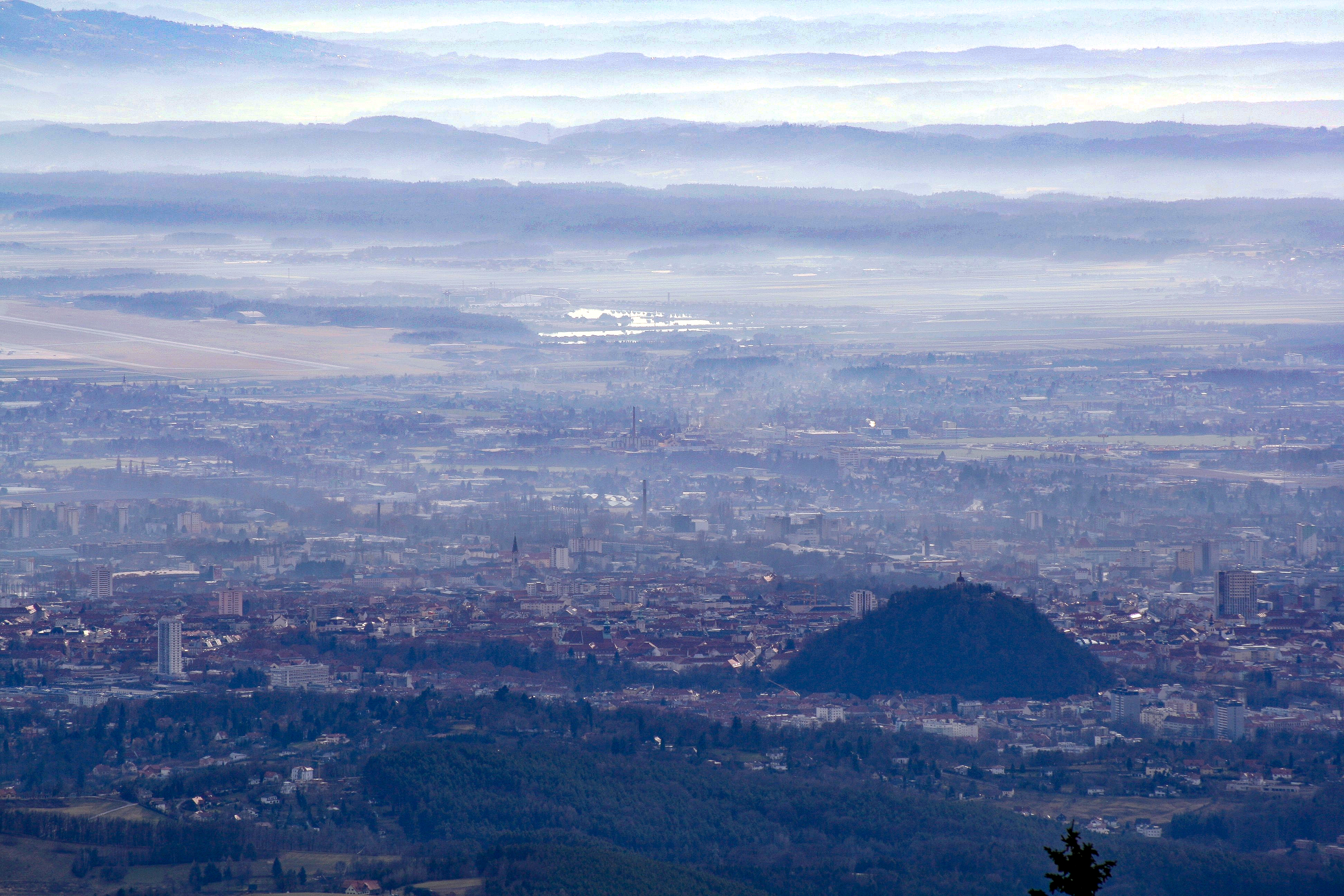
Graz látképe

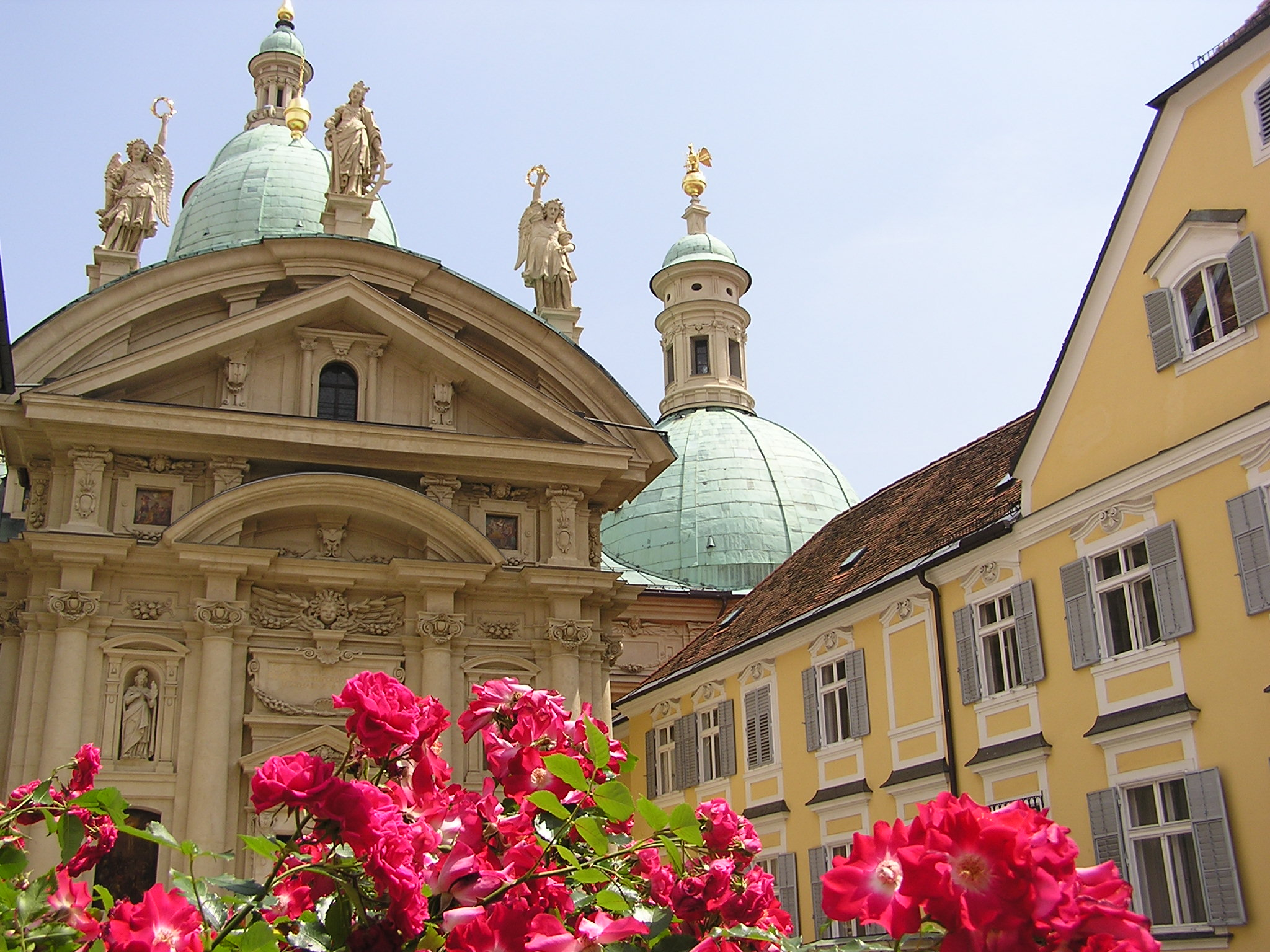
A Szt. Katalin-templom és II. Ferdinánd mauzóleuma

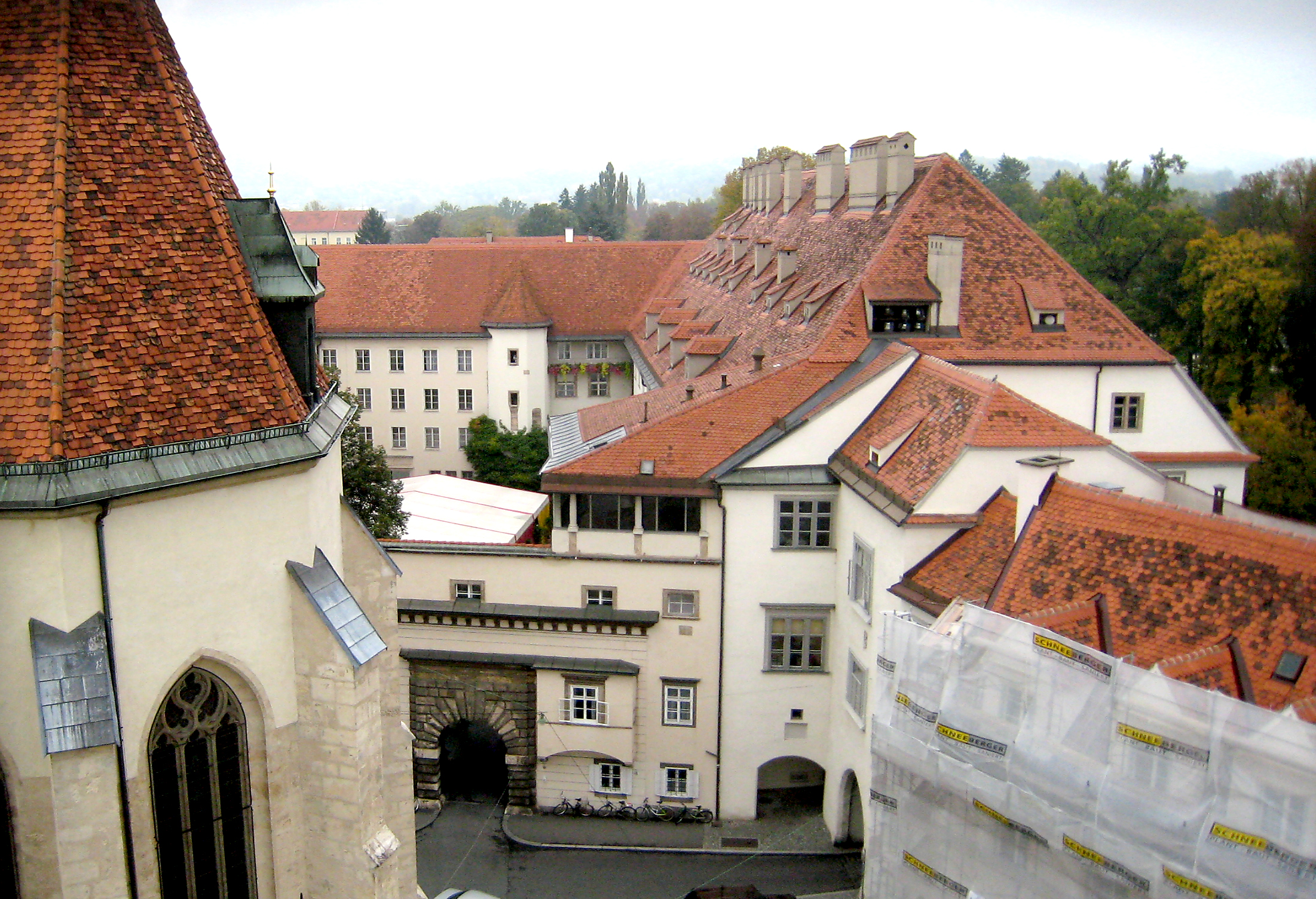
A Burg

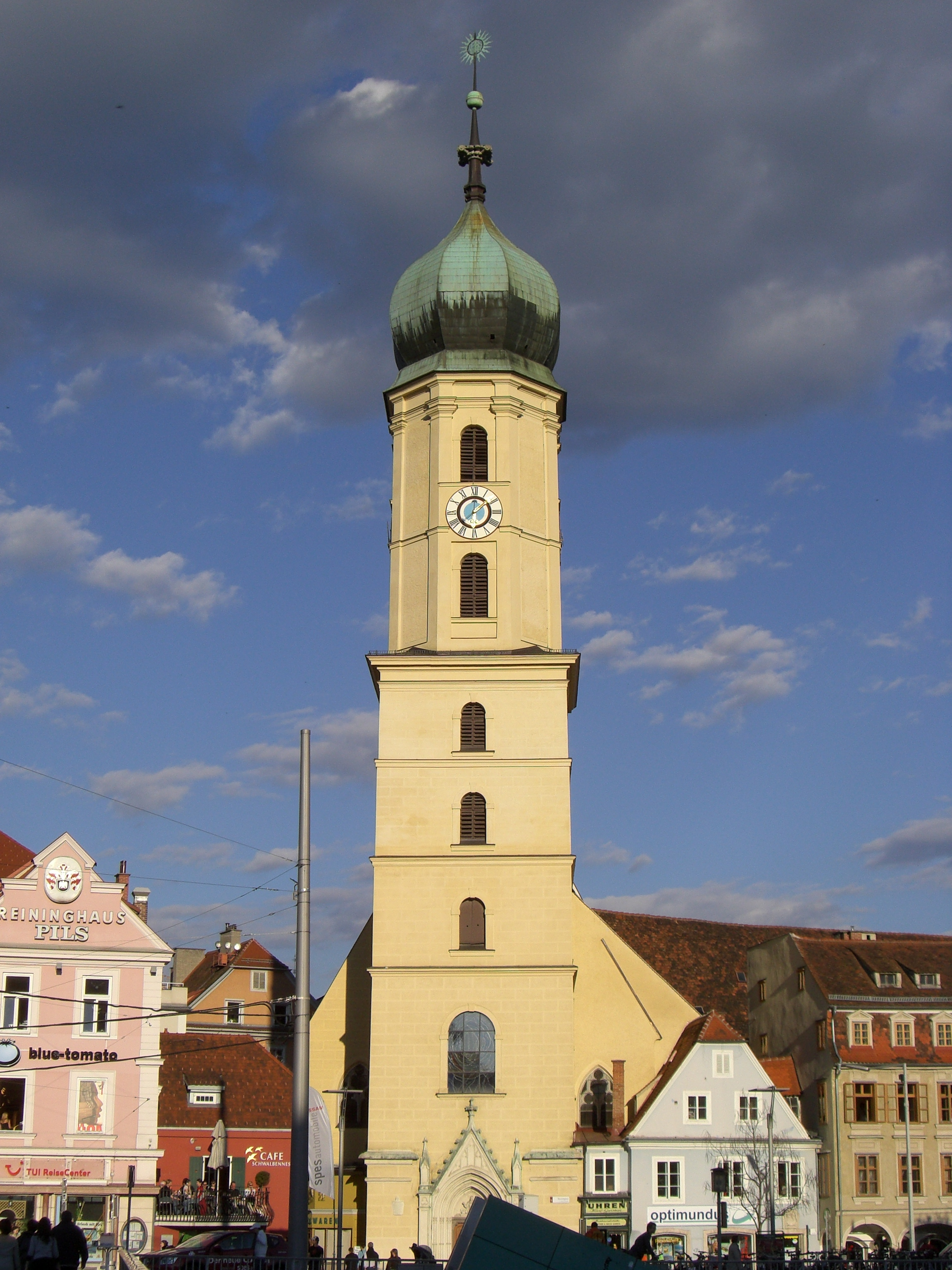
A ferencesek temploma

- Leopold Auenbrugger (1722–1809) orvos, librettista
- Martin Bartenstein (1953–) vállalkozó, politikus, gazdasági miniszter
- Lajos Sándor battenbergi herceg (1854–1921) brit admirális
- Wolfgang Bauer (1941–2005) író
- Alois von Beckh-Widmanstätten (1754–1849) természettudós
- Johann Berger (1845–1933) sakkozó
- Karl Böhm (1894–1981) karmester
- Hans Ulrich von Eggenberg (1568–1634) államférfi, kormányzó
- II. Ferdinánd magyar király (1578–1637)
- III. Ferdinánd magyar király (1608–1657)
- Johann Bernhard Fischer von Erlach (1656–1723) építész
- Heinz Fischer (1938) politikus, köztársasági elnök
- Ferenc Ferdinánd főherceg (1863–1914)
- Alexander Girardi (1850–1918) színész, énekes
- Thomas Glavinic (1972) író
- Michael Glawogger (1959–2014) rendező
- Gordon Gollob (1912–1987) vadászpilóta
- Hans Gross (1847–1915) kriminológus
- Georg Friedrich Haas (1953) zeneszerző
- Joseph von Hammer-Purgstall (1774–1856) diplomata, orientalista
- Siegmund von Hausegger (1872–1948) zeneszerző
- Alois Hudal (1885–1963) teológus
- Anselm Hüttenbrenner (1794–1868) zeneszerző
- V. Lipót osztrák főherceg (1586–1632)
- Oliver Marach (1980-) teniszező
- Joseph Marx (1882–1964) zeneszerző
- Marisa Mell (1939–1992) színész
- Inge Morath (1923–2002) fényképész
- Emanuel Pogatetz (1983-) labdarúgó, 61x válogatott
- Sebastian Prödl (1987-) labdarúgó, 69x válogatott
- Alfred Anthony von Siegenfeld (1854–1929) heraldikus és levéltáros
- Ernst Rüdiger von Starhemberg (1638–1701) tábornok
- Robert Stolz (1880–1975) zeneszerző
- Roman von Ungern-Sternberg (1886–1921) kalandor
- Marcel Sabitzer (1994-) labdarúgó

## Testvérvárosok
- Coventry (1948)
- Montclair (1950)
- Groningen (1965)
- Darmstadt (1968)
- Trondheim (1968)
- Póla (1972)
- Trieszt (1973)
- Temesvár (1982)
- Maribor (1987)
- Pécs (1989)
- Dubrovnik (1994)
- Szentpétervár (2001)
- Ljubljana (2001)

## Fordítás
- Ez a szócikk részben vagy egészben  a   Graz című német Wikipédia-szócikk ezen változatának fordításán alapul.  Az eredeti cikk szerkesztőit annak laptörténete sorolja fel. Ez a jelzés csupán a megfogalmazás eredetét és a szerzői jogokat jelzi, nem szolgál a cikkben szereplő információk forrásmegjelöléseként.
- Ez a szócikk részben vagy egészben  a   Geschichte von Graz című német Wikipédia-szócikk ezen változatának fordításán alapul.  Az eredeti cikk szerkesztőit annak laptörténete sorolja fel. Ez a jelzés csupán a megfogalmazás eredetét és a szerzői jogokat jelzi, nem szolgál a cikkben szereplő információk forrásmegjelöléseként.